# McDonnell Douglas F-15
Die F-15 Eagle (englisch für Adler) ist ein zweistrahliger Luftüberlegenheitsjäger des US-Flugzeugbauers McDonnell Douglas (seit 1997 Teil von Boeing). Sie wurde, für die Herstellung und Erhaltung der Luftüberlegenheit im Konfliktfall konzipiert. In dieser Rolle ersetzte sie mit der Zeit fast vollständig die F-4 Phantom. Die F-15 wurde inzwischen selbst teilweise durch die bis 2011 gebaute F-22 Raptor abgelöst.
Bedeutende Weiterentwicklungen sind die F-15E Strike Eagle, die mit einer umfangreichen Luft-Boden-Bewaffnung zum Mehrzweckkampfflugzeug ausgerüstet wurde und die noch einmal verbesserte F-15EX Eagle II, die auf der für Katar entwickelten F-15QA aufbaut und sich seit 2021 bei der US Air Force im Zulauf befindet.

## Entwicklung und Geschichte

### Das FX-Programm
Die Geschichte der F-15 beginnt mit der FX-Studie („Fighter Experimental“), die von der U.S. Air Force im Jahre 1965 zunächst unter dem Namen „Qualitative Operational Requirement“ initiiert wurde. Ziel der Studie war es, einen geeigneten Nachfolger für die F-4 Phantom II zu finden. Im Jahre 1966 wurden die US-Flugzeugbauer aufgefordert, Entwürfe für ein „Tactical Support“-Flugzeug einzureichen. Dabei wurde zunächst eine Maschine für Luft-Luft- und Luft-Boden-Einsätze gefordert, die mit einem Gewicht von über 27 t Mach 2,7 erreichen sollte. Dafür war ein Schub-Gewicht-Verhältnis von 0,75 vorgesehen. Insgesamt reichten acht Konzerne über 500 Entwürfe ein. Da die Anforderungen eigentlich nur mit einem Schwenkflügel-Konzept umsetzbar waren, gingen praktisch gesehen alle Vorschläge in diese Richtung. Nach den technischen Problemen mit unter anderem den Schwenkflügeln bei der zu diesem Zeitpunkt in der Flugerprobung befindlichen F-111 von General Dynamics wollte die Air Force zunächst keine weitere Maschine mit einer derartigen konstruktiven Auslegung. Deshalb war sie mit keinem der Vorschläge zufrieden, wodurch das Projekt zunächst im Sande verlief.
1967 trafen erstmals Berichte über die sowjetische MiG-25 im Westen ein. Dabei wurde die von der NATO als Foxbat bezeichnete Maschine von den westlichen Geheimdiensten in puncto Leistungsfähigkeit falsch eingeschätzt. Diese glaubten zunächst, dass es sich dabei um einen Luftüberlegenheitsjäger handele, der der F-4 klar überlegen sei. Man ging davon aus, dass dieser aufgrund der verhältnismäßig großen Höhen- und Seitenleitwerke über eine hohe Wendigkeit verfüge. Tatsächlich war die MiG-25 aber ein reiner Hochgeschwindigkeits-Abfangjäger, der die großen Leitwerke zur Stabilisierung benötigte. Für den Kurvenkampf war die MiG-25 dagegen völlig ungeeignet, da die Tragflächenbelastung viel zu hoch und das Schubkraft-Gewichts-Verhältnis zu gering war.
In einer zweiten Anfrage vom Februar 1968 veränderte die Air Force die groben Kriterien. Die neue Maschine sollte primär für die Erringung und Erhaltung der Luftüberlegenheit eingesetzt werden, weshalb, im Gegensatz zur ersten Anfrage, auf alle Luft-Boden-Kapazitäten nun verzichtet wurde. Die Primärbewaffnung sollte derjenigen der F-4 Phantom II entsprechen: vier AIM-7 Sparrow und vier AIM-9 Sidewinder. Neben großer Reichweite (Überführungsflug nach Europa ohne Luftbetankung) und hoher Geschwindigkeit (Mach 2,5) war auch eine gute Manövrierfähigkeit gefordert, da sich diese als fatale Schwäche der F‑4 Phantom II im Vietnamkrieg herausgestellt hatte. Aufgrund der MiG-25 war ursprünglich eine Höchstgeschwindigkeit von Mach 3 gefordert worden, was allerdings mit den geplanten Dogfight-Kapazitäten nicht vereinbar war. Grund hierfür war, dass man nach der „Energy-Maneuverability“-Theorie von Col. John Boyd die Tragflächenbelastung reduzieren musste, um die Manövrierfähigkeit zu verbessern. Dafür war es notwendig, die Spannweite zu erhöhen, wodurch Geschwindigkeiten von Mach 3 nicht mehr möglich waren. Weitere Forderungen waren: Selbststartende Triebwerke, Bordkanone, einfache Wartung, ein gutes Sichtfeld für den Piloten, ein Abfluggewicht von weniger als 18,15 Tonnen und ein Schubkraft-Gewichts-Verhältnis von mindestens 0,97.
Erneut reichten fast alle großen US-Flugzeugbauer ihre Konzepte ein, wobei sich das Bewerberfeld am Ende des Jahres 1968 auf McDonnell Douglas (MDD), North American und Fairchild Republic reduzierte. Anders als bei vielen Beschaffungsprojekten der US-Streitkräfte wurden keine Prototypen gebaut, die anschließend gegeneinander antraten. Stattdessen wurden die Entwürfe von der NASA analysiert und bewertet. Dieses Verfahren wurde gewählt, da man noch immer die MiG-25 falsch einschätzte und inzwischen auch annahm, dass die MiG-25 in großen Stückzahlen produziert werden würde, wobei man nur die Bestellungen mit denen der schwächeren MiG-23 verwechselt hatte. Durch die Analysen der NASA erhoffte man sich, möglichst schnell eine mindestens gleichwertige Maschine zur MiG-25 beschaffen zu können. Am 13. Dezember 1969 wurde McDonnell Douglas (MDD) als Sieger der Ausschreibung verkündet. Ausschlaggebend war hierbei, dass die Entwürfe von North American und Fairchild Republic nur über ein einfaches Seitenleitwerk verfügten. Da man aber bei der NASA der Meinung war, dass die Anforderungen nur mit einem doppelten Seitenleitwerk erfüllbar sind, entschied man sich für den Entwurf von McDonnell Douglas.
Noch bevor der Sieger des FX-Programms verkündet wurde, gab es von politischer Seite her Überlegungen, dass die Air Force sich dem „Naval Fighter Experimental“-Programm (VFX) der U.S. Navy anschließen solle, aus dem später die F-14 Tomcat hervorging. Allerdings stand die US-Luftwaffe dem VFX-Programm sehr kritisch gegenüber. Der erwartete Jäger war ihrer Meinung nach zu schwer und zu langsam. Eine Schwenkflügel-Auslegung sollte ebenso vermieden werden wie die Auslegung als Zweisitzer. Des Weiteren glaubte man, dass das Muster zu wenig Entwicklungspotential besäße – eine Einschätzung, die sich mit der Zeit bewahrheiten sollte. Nachdem kurz zuvor die gemeinsame Beschaffung der F-111 bereits gescheitert war, konnte die Air Force sich relativ einfach gegen einen Einstieg beim VFX-Programm aussprechen.

### Erprobung und Einführung

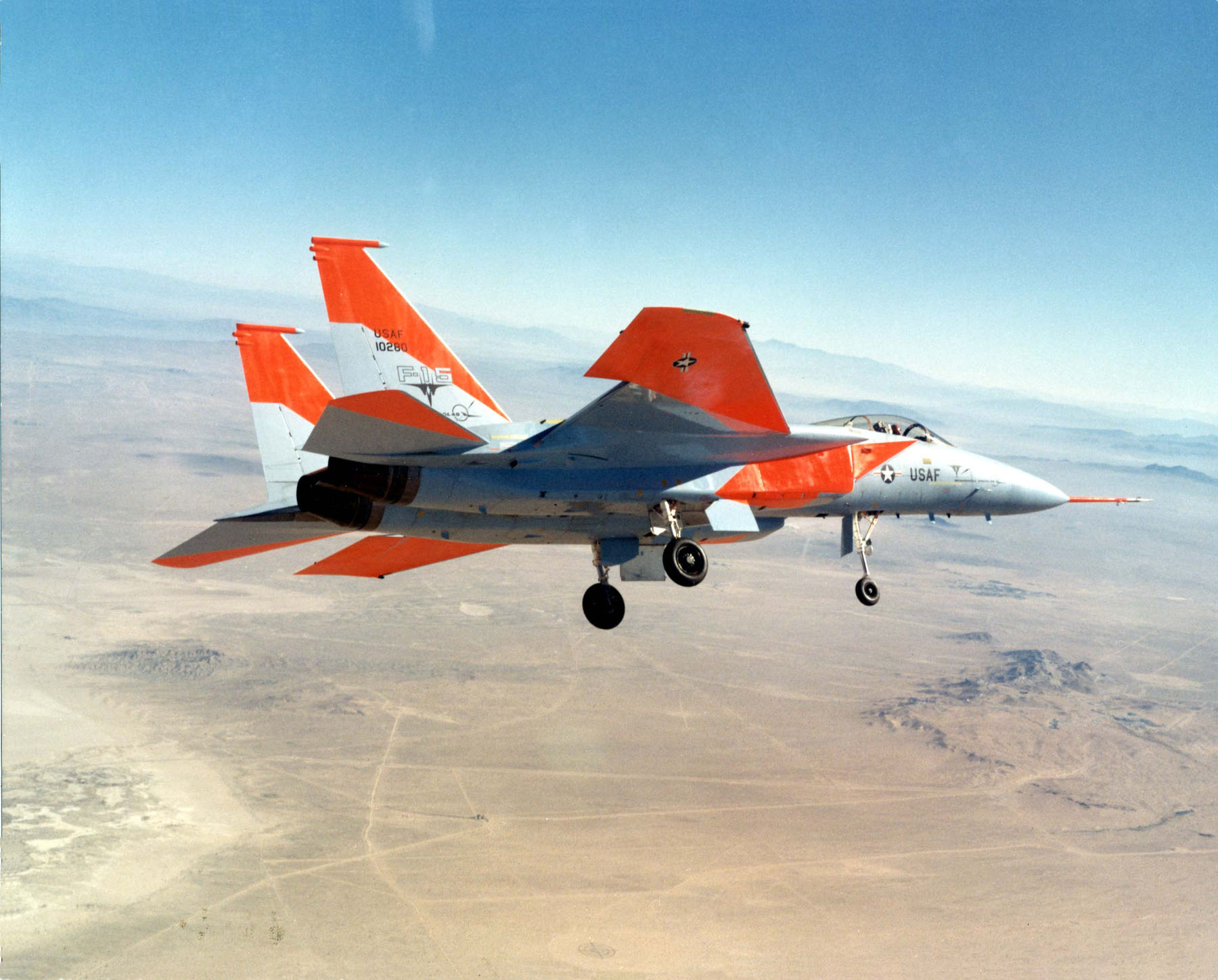
Der erste Prototyp der F-15A. Man beachte das ausgefahrene Fahrwerk (zur Sicherheit im Falle eines Hydraulik- oder Triebwerkverlusts) und die grelle Lackierung.

Nachdem MDD den Wettbewerb gewonnen hatte, forderte die US Air Force den Bau von insgesamt 20 Prototypen; sie bestellte zehn Einsitzer („F-15A“, manchmal auch als „YF-15A“ bezeichnet), zwei Zweisitzer („TF-15A“) und acht Entwicklungsmodelle (Einsitzer, ebenfalls als „F-15A“ bezeichnet). Das Programm wurde größtenteils von Konstrukteuren geleitet, die bereits am Entwurf der F-4 mitgewirkt hatten. Die Flugerprobungen wurden durch ferngesteuerte Drohnen im Maßstab 3:8 unterstützt. Jede dieser Drohnen wog rund 1,1 Tonnen, kostete nur 250.000 US-Dollar und wurde stets von einer NB-52 der NASA auf Höhe gebracht und anschließend ausgesetzt. Die erste F-15A rollte am 26. Juli 1972 aus den Produktionshallen in St. Louis und wurde anschließend wieder demontiert, um in Einzelteilen zur Edwards Air Force Base gebracht zu werden, wo sie dann für ihren am folgenden Tag stattfindenden Erstflug wieder zusammengesetzt wurde. Der Erstflug der Zweisitzervariante fand am 7. Juli 1973 statt.
Die Maschinen wurden allgemein mit einem grellen Orangefarbton lackiert, um die optische Verfolgung zu vereinfachen. Lediglich die zweite F-15A wurde mit einer patriotischen Rot-Weiß-Blau-Lackierung versehen, da sie die weltweite Demonstrations- und Präsentationsmaschine war. Die Fertigung der ersten Serienmaschinen wurde am 1. Mai 1973 beschlossen, sie wurden im September 1974 an die US Air Force ausgeliefert. Die Indienststellung der F-15 erfolgte am 14. November 1974 mit der Übergabe der ersten Serienmaschine, einer TF-15A, an das 555th Tactical Fighter Training Squadron. Die Einführung bei den Einsatzverbänden begann erst im Januar 1976 mit den Lieferungen an das 1st Tactical Fighter Wing in Langley (Virginia). Zu diesem Zeitpunkt erhielt die F-15 auch ihren Spitznamen „Eagle“ (englisch für Adler). Im April 1977 erhielt die 36. TFW in Bitburg/Eifel ihre ersten F-15 A/B. Schließlich wurden alle drei Staffeln (22. TFS, 53. TFS und 525. TFS) mit insgesamt 72 „Eagle“ ausgestattet. Auch die 32. TFS in Soesterberg/Niederlande erhielt F-15 A/B. 1980/81 wurden die Maschinen gegen die verbesserten Versionen F-15 C/D ausgetauscht.

#### Israeli Air Force (IAF)

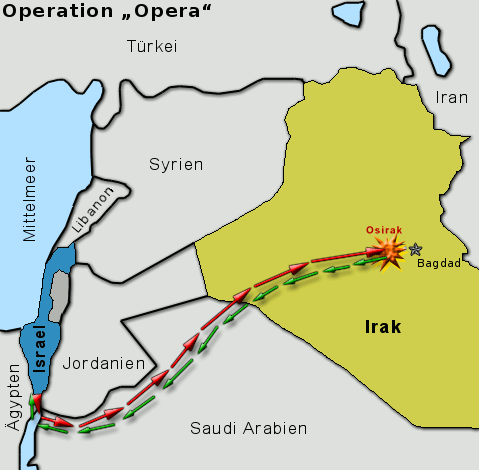
Flugroute der israelischen Flugzeuge bei dem Angriff auf den Osirak-Reaktor

Zum ersten Gefechtseinsatz kam die F-15 bereits drei Jahre nachdem sie in Dienst gestellt worden war, allerdings nicht in der US Air Force, sondern in der israelischen Luftwaffe. So wurden am 26. Juni 1979 fünf syrische MiG-21 (NATO-Codename: Fishbed) abgeschossen, als sie versuchten, einen israelischen Angriff auf libanesische Stützpunkte bei Sidon zu verhindern. Am 24. September 1979 wurden ebenfalls fünf syrische Maschinen abgeschossen sowie am 27. Juni 1980 eine weitere. Am 13. März 1981 wurde eine MiG-25 abgeschossen, als sie versuchte, eine israelische RF-4E-Phantom-II-Aufklärungsmaschine abzufangen. Mehrere mit CFTs ausgestattete F-15 deckten am 7. Juni 1981 den Angriff der F-16 Fighting Falcon auf den irakischen Osirak-Atomreaktor. Am 29. Juli wurde eine weitere MiG-25 abgeschossen, die wieder versuchte, eine RF-4E abzufangen. Zwei syrische MiG-23 (Flogger) wurden im Mai 1982 abgeschossen.
Während des Libanonkrieges 1982 wurden zwischen dem 5. und 12. Juni über der Bekaa-Ebene 92 syrische Kampfflugzeuge, hauptsächlich durch israelische F-15, abgeschossen. Durch sie wurden auch mindestens drei MiG-23 (Flogger) mit AIM-7 zerstört. Ein besonderer Zwischenfall ereignete sich im Mai 1983, als eine F-15 im Flug mit einer anderen Maschine kollidierte, dabei den größten Teil ihrer rechten Tragfläche verlor und trotzdem landen konnte. Am 30. November 1985 wurden erneut zwei syrische MiG-23 abgeschossen. Am 1. Oktober 1985 griffen acht israelische F-15D in der Operation Wooden Leg das Hauptquartier der Palästinensischen Befreiungsorganisation (PLO) bei Tunis (Tunesien) an.
Insgesamt beansprucht die israelische Luftwaffe über 57 Abschüsse mit der F-15, wobei keine einzige Maschine durch Feindeinwirkung verloren gegangen sei.

#### United States Air Force (USAF)

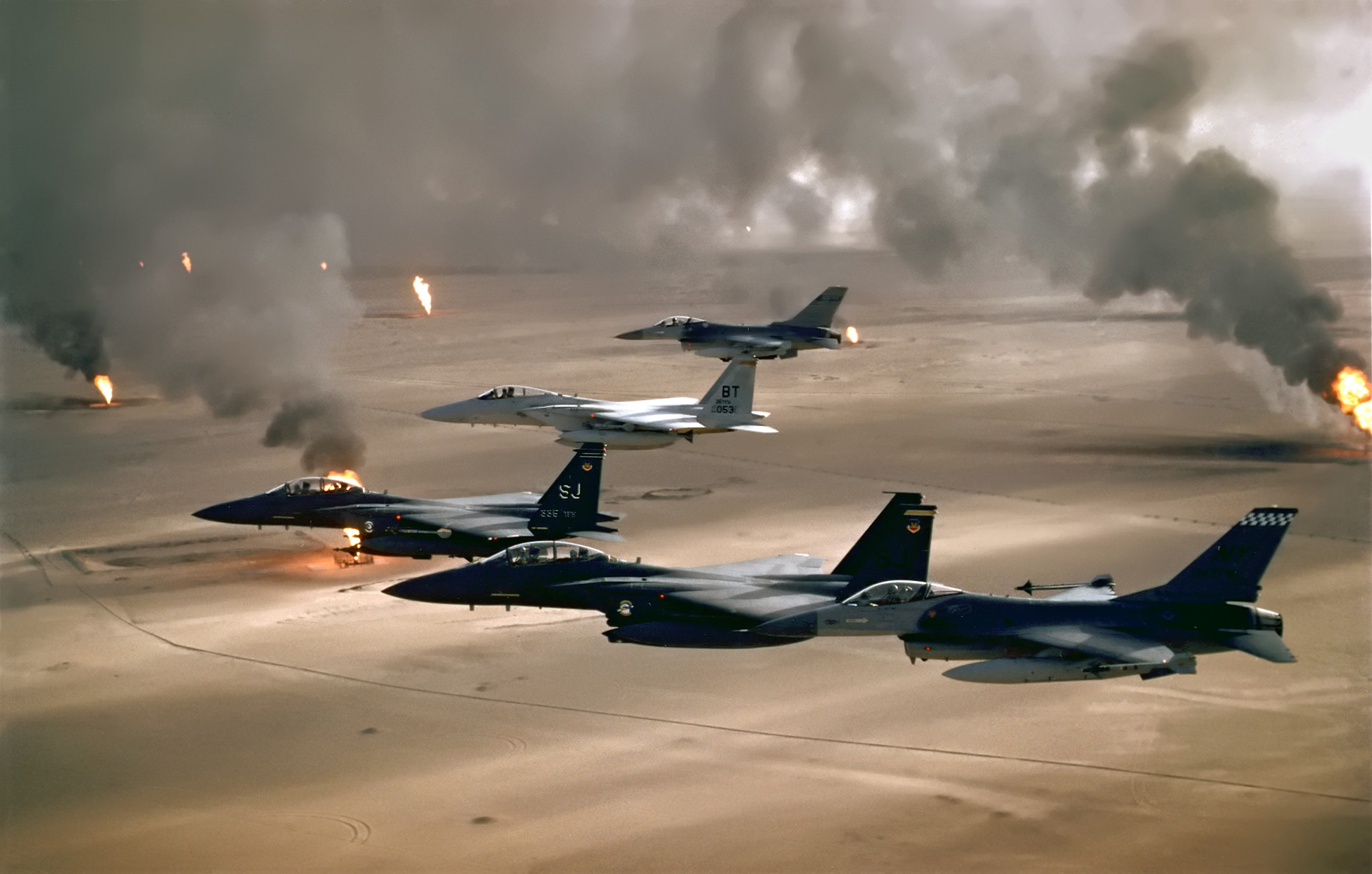
Zwei F-15E, eine F-15C und zwei F-16 über brennenden kuwaitischen Ölfeldern während des Zweiten Golfkrieges

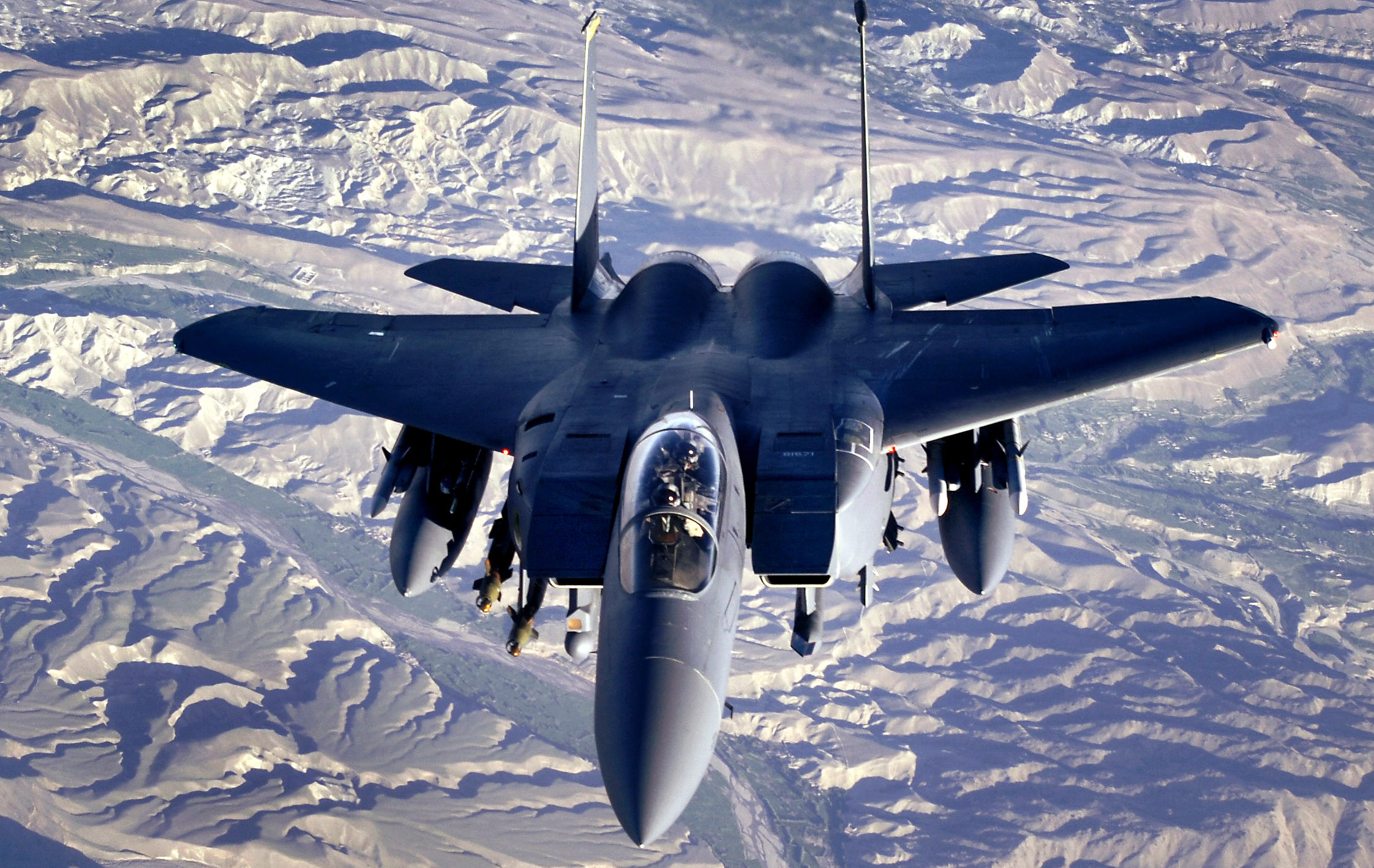
Eine F-15E während eines Einsatzes über Afghanistan

Der erste Einsatz für die F-15 der US Air Force fand im Zweiten Golfkrieg statt. Insgesamt wurden 96 F-15C/D und 48 F-15E eingesetzt. Die F-15C/D flog rund 2.200 Einsätze und sammelte dabei etwa 7.700 Flugstunden. Die Maschinen schossen 34 feindliche Flugzeuge ab, praktisch immer mit der AIM-7 im BVR-Kampf, und hatten dabei keine eigenen Verluste zu verzeichnen. Die F-15E Strike Eagle war ausschließlich mit Luft-Boden-Missionen betraut, weshalb es auch zum Verlust von zwei Maschinen durch Beschuss vom Boden kam. Der einzige Luftsieg wurde auf kuriose Weise mit einer lasergelenkten Präzisionsbombe erzielt. Diese sollte auf einen stehenden Hubschrauber abgeworfen werden, jedoch hob dieser kurz nach dem Abwurf überraschend vom Boden ab. Der Waffensystemoffizier (WSO) ließ sich nicht verwirren und passte den Laserstrahl des LANTIRN-Pods der Flugbewegung des Hubschraubers an, so dass die Bombe letztendlich ihr Ziel in der Luft traf.
Seit diesem Konflikt sind alle F-15-Varianten an jedem größeren Militäreinsatz der Vereinigten Staaten beteiligt gewesen. Sie setzte auch die damals sehr neue AIM-120A AMRAAM mit großem Erfolg ein. So schoss sie am 18. Januar 1993 während der Operation Southern Watch eine irakische MiG-25 mit dieser Waffe ab. Während des Kosovokrieges im Jahre 1999 konnte sie vier MiG-29 (Fulcrum) mit der AIM-120B/C abschießen. Die für Luft-Boden-Operationen eingesetzte F-15E Strike Eagle bewährte sich, nach anfänglichen Schwierigkeiten während des Zweiten Golfkrieges, bei allen Operationen in ihrer Rolle ausgesprochen gut.
Allerdings leidet ein Teil der aktiven F-15-Flotte an zunehmender Materialermüdung und wachsendem Verschleiß, in dessen Folge es auch zu Abstürzen kam, was wiederum zu teils wochenlangen Flugverboten für größere Teile der nicht im Einsatz befindlichen Staffeln führte (siehe Zwischenfälle). Da Piloten auch in Friedenszeiten zu Trainingszwecken eine Vielzahl von Flügen absolvieren, sind einige Flugzeugzellen somit nahe an die Grenze ihrer spezifizierten Lebensdauer, die in Flugstunden gemessen wird, angelangt. Die F-15 werden aktuell trotzdem nahezu uneingeschränkt eingesetzt, zum Beispiel um russische Maschinen, meist Tupolew Tu-95, nahe der Grenze Alaskas abzufangen.
Die einst auf 8.000 Flugstunden beschränkte Lebenszeit einer F-15 war im Sommer 2023 schon mehrmals überschritten worden, so leisteten von den mehr als 800 F-15 der USAF bereits 85 Maschinen mehr als 10.000 Flugstunden.

#### Royal Saudi Air Force (RSAF)
Die saudische Luftwaffe setzte ihre F-15Cs während eines Grenzkonfliktes mit dem Iran im Jahre 1984 ein. Am 5. Juni 1984 wurden ohne Verluste zwei iranische F-4E Phantom II abgeschossen. Während des Ersten Golfkrieges wurden durch eine F-15C zwei irakische Mirage F1EQ zerstört, die amerikanische Schiffe mit Exocet-Lenkwaffen angreifen wollten.

## Konstruktion und Technik

### Flugzeugzelle

3-Seiten-Riss der F-15A

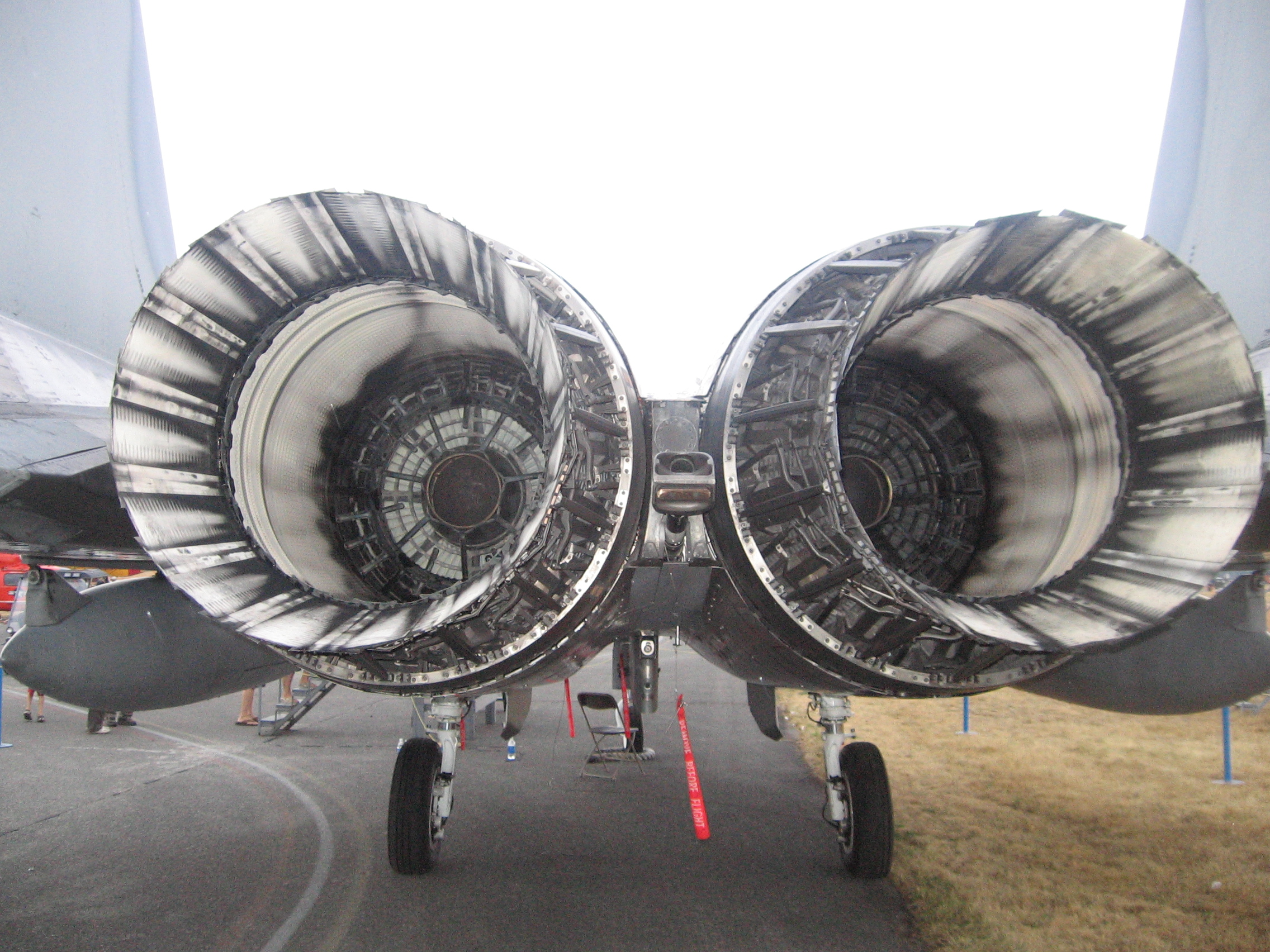
Blick auf die Düsen, das Ende der Niederdruckturbine und des Nachbrennereinspritzsystems der beiden F100-Triebwerke

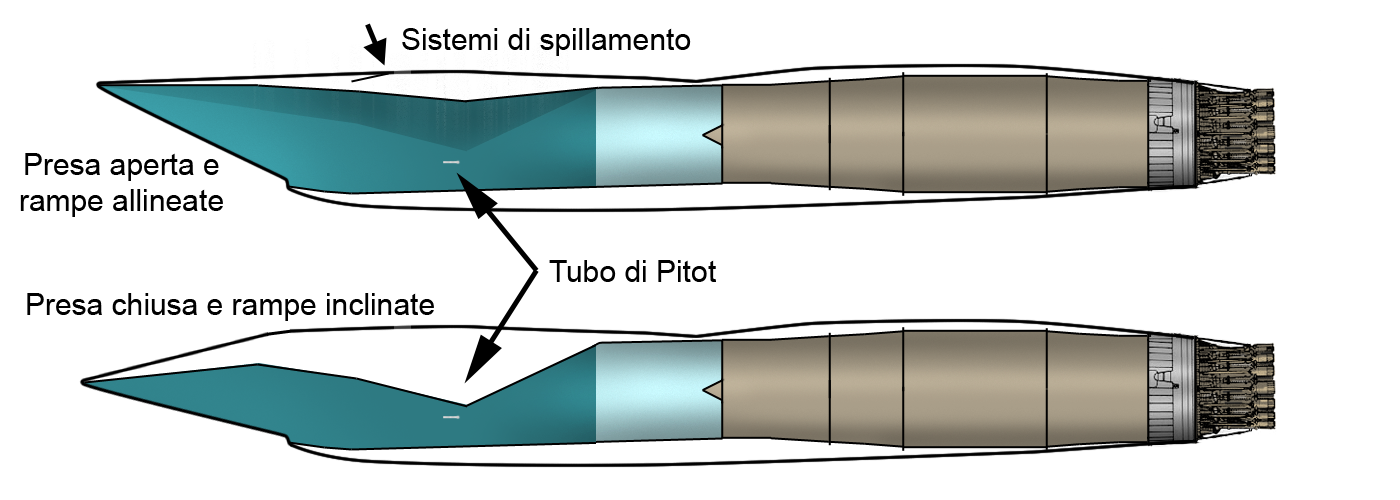
Innerhalb der Lufteinlässe kann durch als Diffusoren wirkende hydraulisch verstellbare keilförmige Rampen der Einlassquerschnitt an die Fluggeschwindigkeit angepasst werden, was bei Geschwindigkeiten über etwa Mach 2 notwendig ist.

Die F-15 ist ein zweistrahliger Schulterdecker mit keilförmig gepfeilten Tragflächen und Doppelleitwerk. Die Aerodynamik ist gemäß ihrem Lastenheft sowohl auf hohe Geschwindigkeiten als auch auf hohe Wendigkeit ausgelegt. Weiterhin ist das Design überdurchschnittlich beschädigungstolerant, besonders die Tragflächen. Es ist eine große Luftbremse zwischen dem Cockpit und dem Triebwerksteil installiert, und in der linken Tragflächenwurzel ist ein System zur Luftbetankung integriert.
Die Flugzeugzelle besteht hauptsächlich aus Titanlegierungen (26 %) und Aluminium (37 %), das teilweise in Sandwich-Bauweise verarbeitet wurde. Stahl wurde in geringen Mengen (5 %) im Bereich der Triebwerke und Tragflächenwurzeln verwendet. Verbundwerkstoffe kommen hauptsächlich beim Leitwerk (auf Bor-Basis), an der Luftbremse (CFK) und dem Radom (GFK) zum Einsatz. Der größte Teil der Oberfläche besteht aus Aluminium, im Bereich der Triebwerke werden auch Titanlegierungen verwendet.
Um die Überlebensfähigkeit auch im Falle von Treffern zu erhöhen, sind ein mehrteiliges Schaum-Löschsystem und eine Fuel-Dumping-Vorrichtung integriert. Außerdem sind die Treibstofftanks selbstabdichtend, und das verbaute Titan ist feuerfest ausgeführt. Durch diese Maßnahmen konnte beispielsweise eine F-15 nach einer Treibstoffexplosion sicher landen, die Teile des Leitwerks zerstörte und zum Verlust einer halben Tragfläche führte. In einem anderen Fall überstand eine israelische F-15 während einer Übung eine Kollision mit einem anderen Kampfflugzeug in der Luft, bei der die gesamte rechte Tragfläche bis zur Tragflächenwurzel abgetrennt wurde.

### Triebwerk
Als Antrieb kommen bei der Eagle zwei F100-PW-100-Turbofans von Pratt & Whitney zum Einsatz. Sie entwickeln je einen Schub von bis zu 100,53 kN mit Nachbrenner. Die Triebwerke sind zu den Lufteinläufen versetzt montiert, weswegen nur rund 30 % ihrer Stirnfläche frontal sichtbar ist. Größtes Problem des F-100 war schon früh eine überdurchschnittliche Anfälligkeit für Flammabrisse. Dieses Problem wurde aber nach einigen Verbesserungen und Modifikationen an der Verdichterstufe und der Brennkammer deutlich entschärft, allerdings nie vollständig eliminiert. Auch mit der Zuverlässigkeit stand es nicht zum Besten, allerdings war das Triebwerk auf kompromisslos hohe Leistung ausgelegt und setzte bei seiner Einführung neue Maßstäbe.
Die Triebwerke sind nahe nebeneinander untergebracht, um bei einem einseitigen Triebwerksausfall starken asymmetrischen Lenkkräften vorzubeugen, die schnell zu einem unkontrollierbaren Trudeln führen können. Zwischen den Triebwerksbuchten befindet sich eine Schutzwand aus Titan, die verhindern soll, dass im Falle einer Beschädigung das zweite Triebwerk durch Splitter oder Feuer ebenfalls zerstört wird. Weiterhin ist ein Feuerlöschsystem für beide Buchten installiert. In einem Zwischenraum hinter den beiden Verdichterstufen befindet sich ein APU von Garrett AiResearch, um die Maschine am Boden mit Strom zu versorgen und ein Anlassen der Triebwerke ohne externe Hilfen zu ermöglichen. Die Triebwerke sind wartungsfreundlich konstruiert und können innerhalb einer halben Stunde ausgewechselt werden.

### Avionik

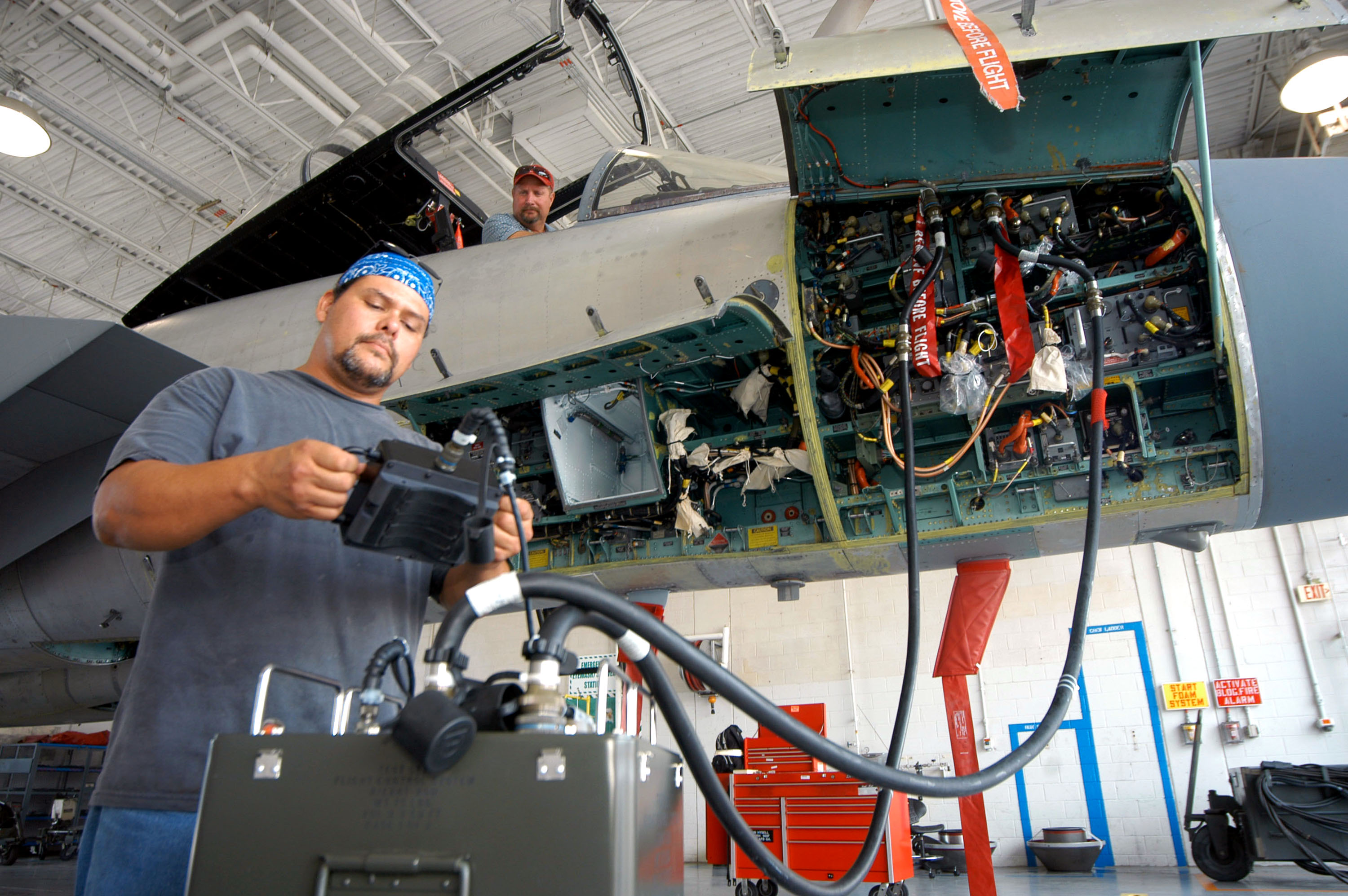
Das AN/APG-63 wird während Wartungsarbeiten einem Systemtest unterzogen

Die Flugsteuerung wird primär über ein analoges Fly-by-wire-System geregelt. Es besitzt drei Kanäle, die für Rollen, Nicken und Gieren zuständig sind. Jeder Kanal ist doppelt redundant ausgeführt, wobei im Falle einer Fehlfunktion das konventionelle hydraulische Kontrollsystem die Flugsteuerung übernimmt. Diese Absicherung funktioniert auch im umgekehrten Fall (Ausfall des hydraulischen Kontrollsystems).
Den Kern der Avionik stellt das AN/APG-63 Puls-Doppler-Bordradar dar. Es wurde speziell auf die Anforderungen der F-15 zugeschnitten und verfügt neben einer hohen Reichweite über verschiedene Betriebsmodi wie Ground Mapping, „look-down/shoot-down“-Fähigkeiten, Track-while-Scan-Technik und IFF-Abfrage. Es war auch das erste luftgestützte Radar, das an neue EloGM-Techniken oder verbesserte Algorithmen über Software-Modifikationen angepasst werden konnte. Bei anderen Geräten mussten hierzu Teile der Hardware ausgetauscht werden, was aufwendiger und teurer war. Nachteilig ist jedoch die hohe Ausfallquote des Radarkomplexes und der damit verbundene Wartungsaufwand.
Zum Selbstschutz vor feindlichen Lenkflugkörpern und Radargeräten besitzt die F-15 eine AN/ALR-56 Radarwarnanlage, das AN/ALQ-135 Störsystem und den AN/ALE‑45 Täuschkörperwerfer. Um eine Warnung vor von hinten anfliegenden Lenkflugkörpern zu gewährleisten, wurde ein entsprechend ausgerichtetes Raketenwarngerät vom Typ AN/AAR-38 eingebaut. Zur Navigation steht ein TACAN- und INS-System zur Verfügung.

### Cockpit

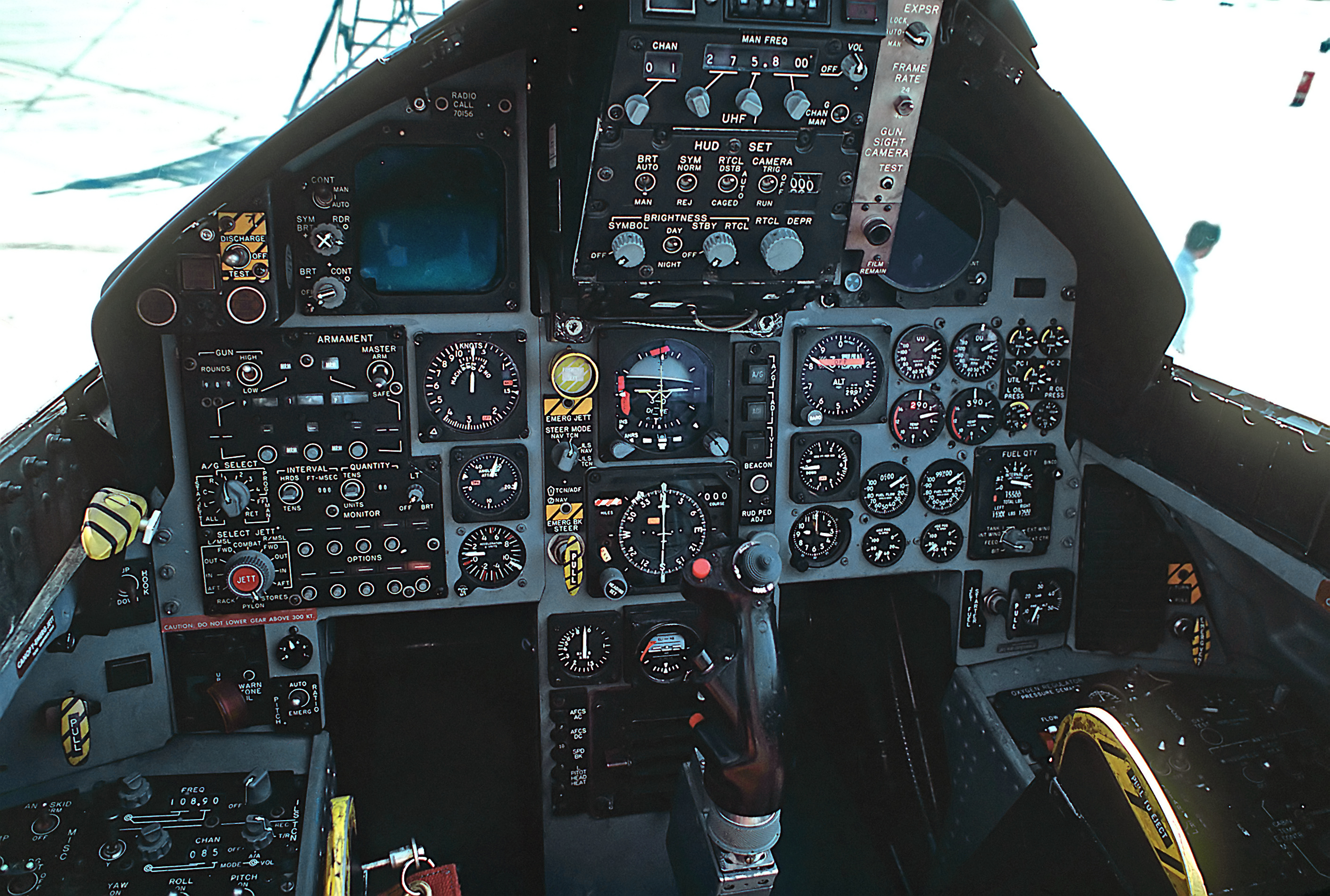
Das Cockpit der F-15A

Das Cockpit der F-15 wird von einer großen Anzahl analoger Fluginstrumente und Bedienelementen dominiert, was die Bedienungsfreundlichkeit im Vergleich zur F/A-18A Hornet oder F-16A Fighting Falcon herabsetzt und die Arbeitsbelastung erhöht. Es sind zwei CRT-Bildschirme oben links und rechts angebracht, die unter anderem die gewonnenen Daten des Radars oder der Radarwarnanlage anzeigen. Schubhebel und Steuerknüppel sind im HOTAS-Design ausgeführt, um die Bedienung von Waffen und Sensoren während eines Luftkampfes zu verbessern. Ein Head-Up-Display ist ebenfalls vorhanden und zeigt die wichtigsten Flug-, Sensoren- und Waffenparameter an, was besonders im Luftkampf auf kurze Distanzen von Vorteil ist. Der Pilot sitzt relativ hoch auf einem ACES-II-Schleudersitz des Herstellers McDonnell Douglas, was ihm in Kombination mit der blasenförmigen Cockpithaube eine gute Rundumsicht ermöglicht.

## Varianten

### F-15A/B Eagle
Das Basismodell ist die F-15A. Die B-Variante ist ein Zweisitzer, der hauptsächlich zu Trainingszwecken genutzt wird, wobei dieser allerdings voll kampffähig ist (mit Ausnahme der EloGM-Kapazitäten des A-Modells, da das AN/ALQ-135 fehlt) und 364 kg mehr wiegt. Von 1972 bis 1979 wurde insgesamt 384 F-15A- und 61 F-15B-Maschinen gebaut. Die F-15B wurde ursprünglich unter der Bezeichnung TF-15A geführt.

### F-15C/D Eagle
Noch während der Beschaffung der F-15A/B planten die Ingenieure bei McDonnell Douglas eine Kampfwertsteigerung für dieses Modell. Intern wurde das Programm als „Production Eagle Package 2000“ bezeichnet. Der Erstflug der F-15C fand am 27. Februar 1979 statt, die F-15D flog zum ersten Mal am 19. Juni desselben Jahres. Die neue Variante wurde im Herbst 1979 offiziell in Dienst gestellt. Insgesamt wurden 408 F-15C und 62 F-15D an die Air Force ausgeliefert, welche die ersetzten F-15A/B an die Air National Guard abgab.

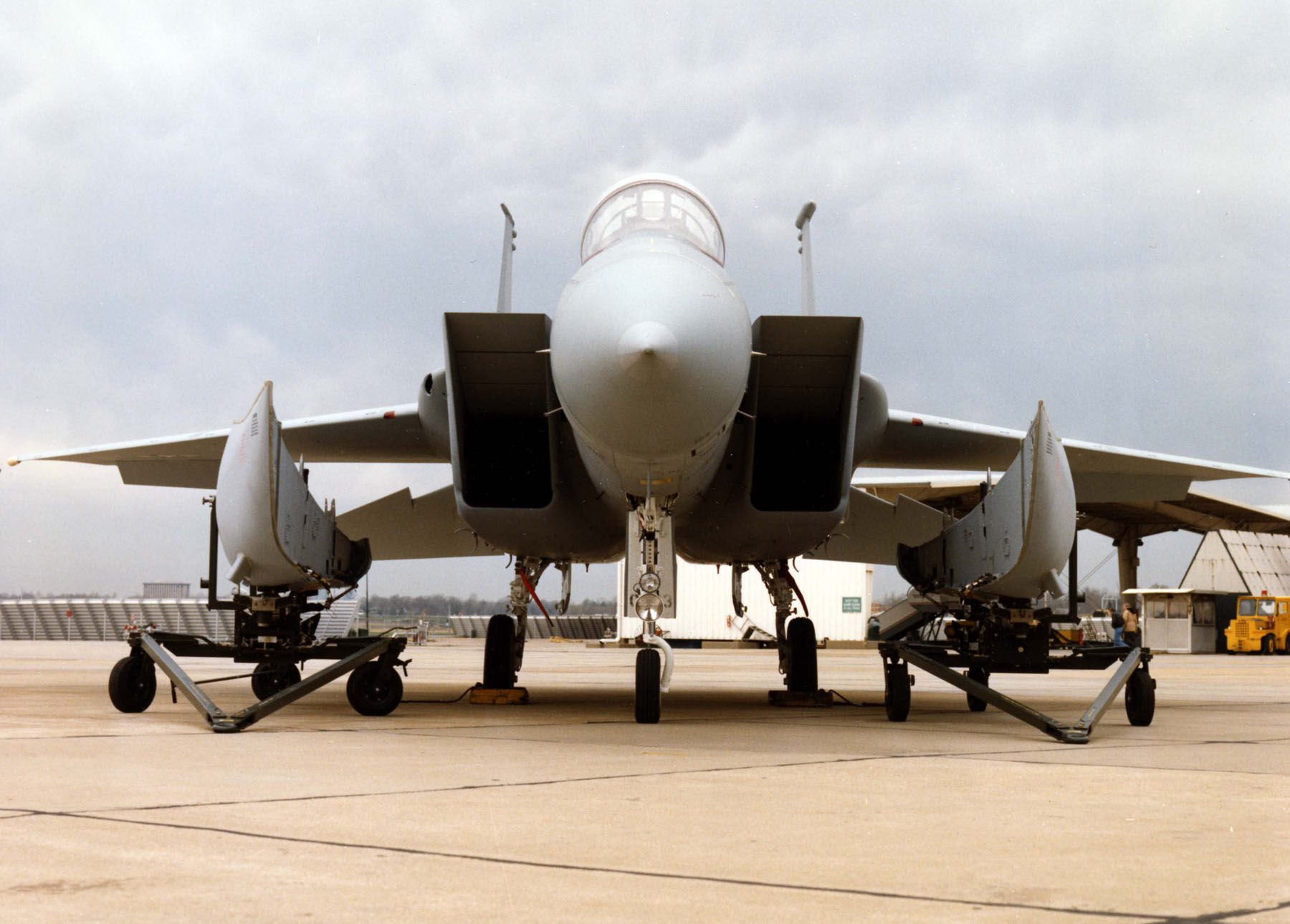
Eine F-15C. Man beachte die beiden CFTs links und rechts.

Die C/D-Variante ist ein umfassendes Upgrade auf Basis der A/B-Version. Die F-15D ist wieder ein kampffähiger Zweisitzer zu Trainingszwecken. Äußerlich sind die Maschinen nur an den eventuell montierten Conformal Fuel Tanks (CFT) zu erkennen. Diese Tanks sind auf die Konstruktion der Flugzeugzelle angepasst und verursachen dadurch weniger Luftwiderstand und belegen keine Waffenstationen. Jeder der beiden Tanks fasst 2133 kg Treibstoff und ist links beziehungsweise rechts an der zentralen Flugzeugzelle angebracht, beginnend im Bereich der Lufteinlässe. An jedem CFT sind zwei Waffenstationen angebracht, da die ursprünglichen Befestigungspunkte unter dem Rumpf blockiert werden. Die interne Treibstoffkapazität wurde ebenfalls erhöht, indem man weitere Tankzellen in die Vorder- und Hinterkanten der Tragflächen einbaute.
Es kommen nun auch die verbesserten F100-PW-220-Triebwerke zum Einsatz, die 5 % mehr Schub liefern und einen geringeren Treibstoffverbrauch aufweisen. Der Pilot sitzt auf dem neuen und komfortableren ACES-II-Schleudersitz von McDonnell Douglas. Das Radar erhielt neue Signalprozessoren und die Flugsteuerungssoftware wurde aktualisiert, um die Wendigkeit zu erhöhen. Der untere Rumpfbereich der Maschine, der nun 272 kg mehr wiegt als der der A/B-Variante, wurde verstärkt.
Von 1979 bis 1985 wurde insgesamt 483 F-15C- und 92 F-15D-Maschinen gebaut und ausgeliefert.

#### Das MSIP-Upgrade
Mitte der 1980er-Jahre drängte die Air Force auf ein Upgrade der F-15C/D, das als „Multi-Stage Improvement Program II“ (MSIP II) bezeichnet wurde. Ein ähnliches Programm (MSIP I) war ursprünglich für die F-15A/B-Maschinen angedacht, jedoch wurde es als nicht kosteneffizient eingestuft und verworfen. Im Mittelpunkt des MSIP-II-Upgrades stand das neue AN/APG-70-Radar. Es ist eine Weiterentwicklung des AN/APG-63 und verwendet dieselbe Antenne. Die Signalverarbeitung wurde jedoch deutlich leistungsgesteigert, so dass unter anderem ein LPI- und NCTI-Betriebsmodus möglich wurde. Die Maschine kann nun auch die neuen Lenkflugkörper vom Typ AIM-120 AMRAAM einsetzen. Die Systeme für die Elektronische Kampfführung wurden ebenfalls modernisiert. Es kommt nun eine verbesserte Version des AN/ALQ-135 zum Einsatz, sowie die AN/ALR-56C-Radarwarnanlage ein zusätzliches AN/ALQ-128-EloKa-System und AN/ALE-45-Täuschkörperwerfer, die hinter den Hauptfahrwerkschächten eingebaut wurden. Das Computersystem verfügt nun über viermal mehr Speicher und eine dreimal so hohe Rechenkapazität. Im Cockpit wurde ein Farb-MFD eingebaut.
Die Tests der MSIP-II-Konfiguration begannen im Dezember 1984 und die Nachrüstung startete im Juni 1985. Inzwischen wurden alle F-15C/D der Air Force auf diesen Stand gebracht.

#### Weitere Upgrades
Die F-15C/D wurde im Laufe der Zeit fortlaufend modernisiert, um ihre Kampffähigkeit zu erhalten und auszubauen. Dazu gehören neue Waffen wie die AIM-9X. Alle F-15 wurden auch mit einem GPS-Empfänger, Nachtsichtgeräten, einem Multifunktionsbildschirm und einem MIDS-LVT Kommunikationssystem nachgerüstet. Seit 2007 kommt bei 176 Maschinen der JHMCS-Pilotenhelm zum Einsatz, der in Kombination mit der AIM-9X die Leistung der Eagle im Luftnahkampf (englisch „dogfight“) erheblich steigert.
Die wichtigste Avionik-Komponente der F-15C/D, das Radar, wurde ebenfalls mehrmals leistungsgesteigert. Anfang 2002 autorisierte die Air Force den Einbau des neuen AN/APG-63(V)1. Dieses Radar weist zwar die gleiche Reichweite wie das APG-70 auf, ist aber wesentlich zuverlässiger und verfügt über eine deutlich höhere Rechenleistung. Auf Basis dieser Geräte wurde wiederum das APG-63(V)2 entwickelt. Es verfügt nun über eine sehr leistungsfähige AESA-Antenne, die deutlich bessere Leistungen in den Bereichen ECCM, Mehrfachzielbekämpfung und Reichweite erzielt. So können Ziele mit einem Radarquerschnitt von 1 m² auf eine Distanz von rund 145 km erfasst werden. Das System wird seit Dezember 2000 eingesetzt. Die aktuell letzte Stufe der Entwicklung stellt das APG-63(V)3 dar, das ebenfalls auf der AESA-Technik basiert. Im August 2008 waren von 55 geplanten Maschinen 23 F-15C/D mit diesem Radar ausgerüstet.
Nachdem die F-15E im Rahmen des Krieges gegen den Terror gute Leistungen gezeigt hatte (vor allen Dingen über Afghanistan) und gleichzeitig die Kosten für die F-35 immer weiter anstiegen, wurden Überlegungen unternommen, die F-15C-Maschinen in Strike Eagles umzubauen. Da aber bei den Maschinen verschiedene Fälle von Materialermüdungen auftraten (siehe Text), wurden diese Pläne bisher nicht weiter verfolgt.

### F-15E Strike Eagle

#### Geschichte und Entwicklung

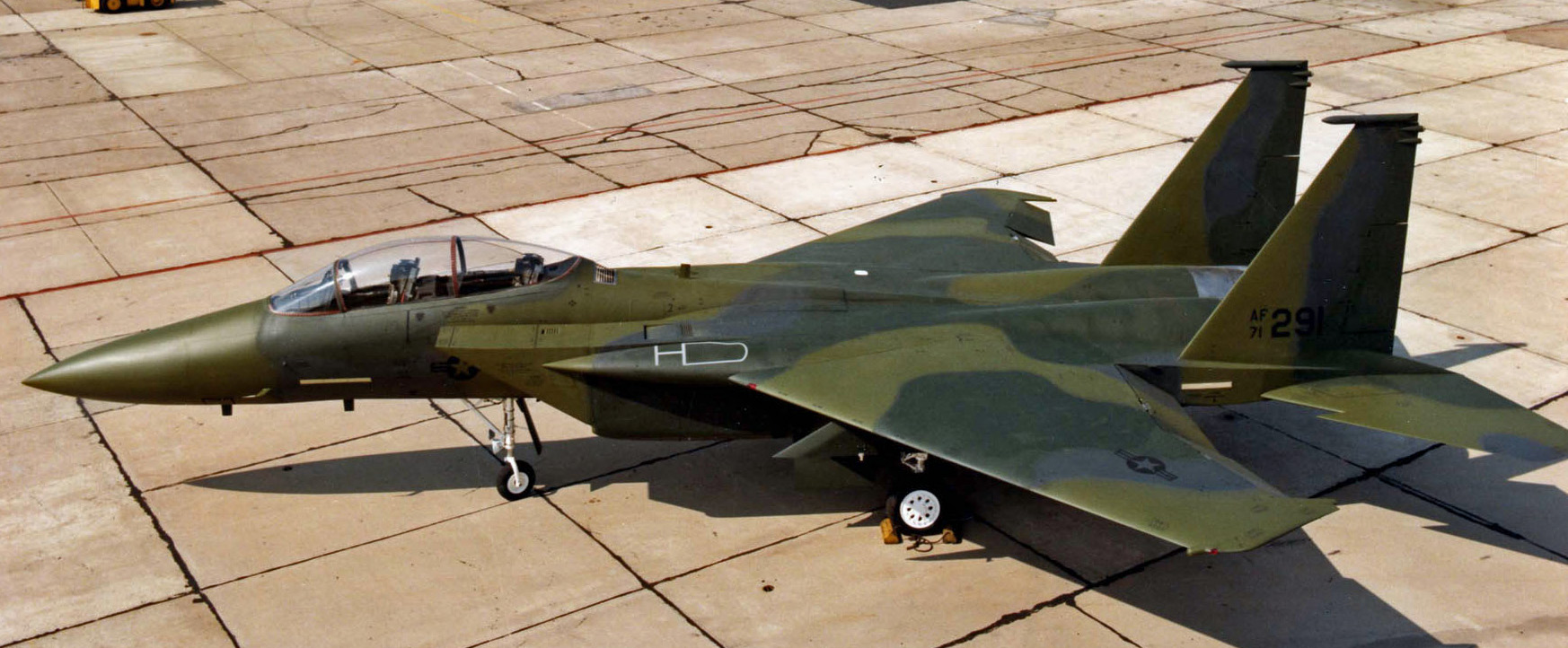
Seitenansicht des F-15E Strike-Eagle-Prototyps

Trotz ihrer Auslegung als Luftüberlegenheitsjäger war der F-15 während der Definitionsphase auch eine sekundäre Rolle als Jagdbomber zugedacht. Die ersten produzierten F-15 besaßen daher auch eine Verkabelung, die den Einsatz von frei fallenden programmierbaren Bomben möglich machte, die eventuell mit Nuklearsprengköpfen versehen werden konnten. Allerdings fehlte bereits zu diesem Zeitpunkt die nötige Software, um komplexe Bombenmissionen durchzuführen. Wenig später gab man das Motto “not a pound for air-to-ground” (A. Todd, St. Aubyn, Maj, USAF: nach K. Werrell, deutsch: „kein Pfund für Luft-Boden-Fähigkeiten“) aus, weswegen die Verkabelung bei neu produzierten Flugzeugen nicht mehr eingebaut wurde, was wiederum den Einsatz von gelenkten Luft-Boden-Waffen unmöglich machte.
Diese Zurückhaltung hatte vor allem politische und ideologische Gründe. Die Air Force war mit den Leistungen der Eagle sehr zufrieden, und so wollte man dem US-Kongress nicht suggerieren, dass man die F-15 zu einem Mehrzweckkampfflugzeug umfunktionieren müsse, um ihre Existenz und Beschaffung zu rechtfertigen. Außerdem galten den meisten Air-Force-Offizieren Luft-Boden-Operationen als eine „schmutzige“ Angelegenheit, während das Kämpfen für die Luftüberlegenheit als „edle“ Aufgabe angesehen wurde.

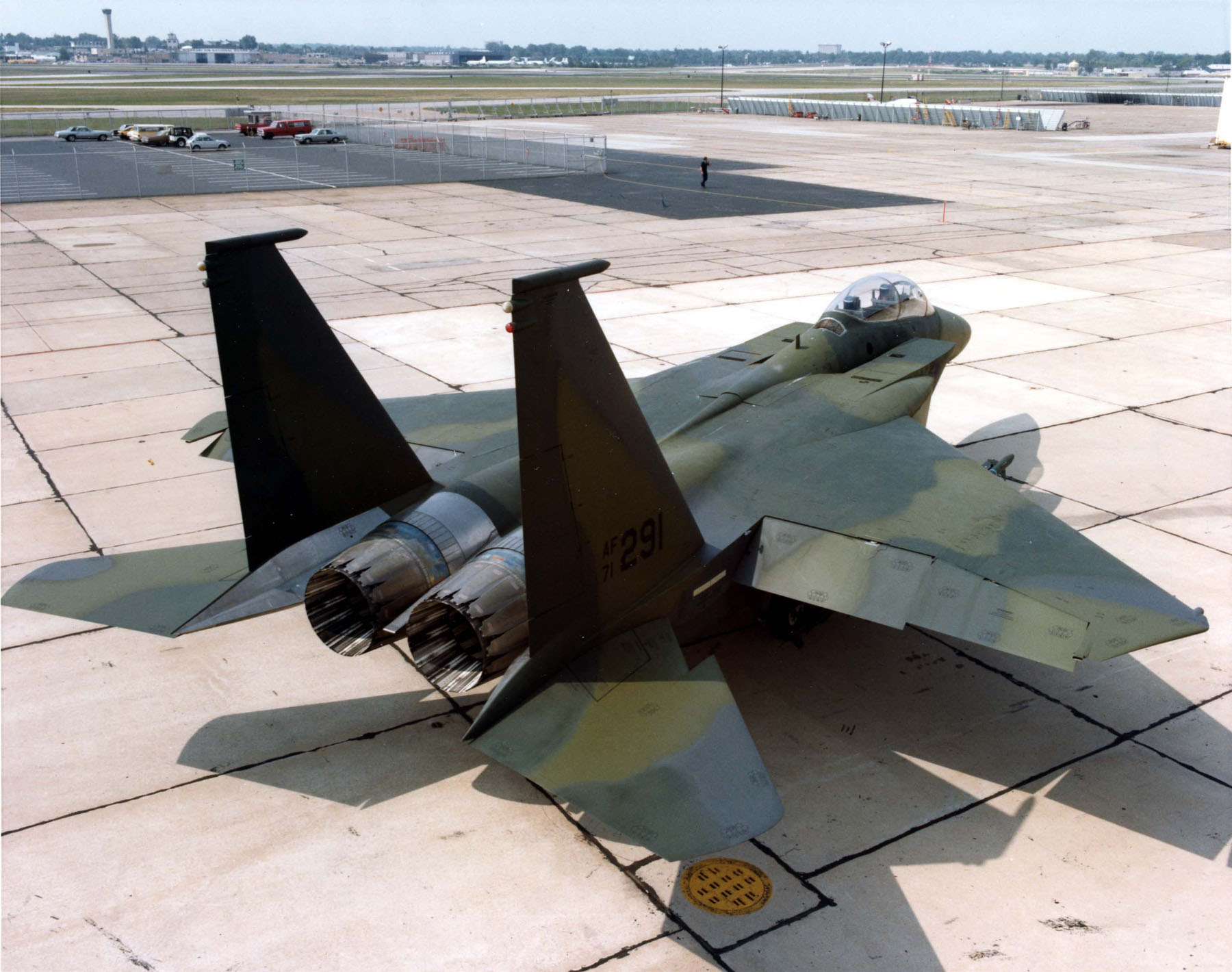
Heckansicht des F-15E-Prototyps

Trotz dieser festgefahrenen Haltung bemühte sich McDonnell Douglas, das Luft-Boden-Potenzial der F-15 zu verdeutlichen, und reichte daher Mitte der 1970er-Jahre das Strike-Eagle-Konzept bei der Air Force ein. Im Jahre 1978 ließ diese sich dann auf das Konzept ein und General Wilbur Creech forderte in der „Enhanced Tactical Fighter“-Studie eine Prüfung des Konzepts an. Später wurde der Name in „Dual Role Fighter“ (DRF) geändert. Offiziell wurde in diesem Programm nach einem Ersatz für die F-111 Aardvark gesucht, jedoch soll Creech eher besorgt über die Entwicklung der F-117 Nighthawk gewesen sein und deshalb nach Alternativen gesucht haben. Der Kongress soll über das Programm wenig erfreut gewesen sein, allerdings war das F-117-Projekt und dessen Fortschritt aufgrund der strengen Geheimhaltung auch nur den wenigsten Verantwortlichen bekannt. Trotz der sehr durchwachsenen Entwicklungsgeschichte der F-111 empfahl die DRF-Studie zuerst die Anschaffung weiterer F-111F. Diese Meinung kippte jedoch später zugunsten der Strike Eagle, wobei die genauen Gründe nie wirklich ans Licht kamen und teilweise für einige Kontroversen innerhalb der Air Force sorgten.
In der Zwischenzeit verwendete McDonnell Douglas eigene Gelder, um eine TF-15A aus der Vorserienproduktion entsprechend anzupassen. Diese Ausführung flog zum ersten Mal am 8. Juli 1980. Im Anschluss schrieb die Air Force einen Wettbewerb aus, in dessen Verlauf die Strike Eagle gegen die stark modifizierte F-16XL antrat. MDD brachte hierbei später auch Neuentwicklungen aus dem F-15C/D-Programm mit ein. Obwohl die F-16XL sehr gute Leistungen zeigte, gewann die Strike Eagle am 24. Februar 1984 den Wettbewerb. Als Grund wurde hauptsächlich das geringere Entwicklungsrisiko und die höhere Überlebensfähigkeit (zwei Triebwerke statt einem) angegeben.
Die erste F-15E des Serienstandards absolvierte ihren Erstflug am 11. Dezember 1986, die erste Auslieferung an die Air Force erfolgte am 12. April 1988. McDonnell Douglas bzw. Boeing lieferte bis 2001 237 Maschinen an die Air Force aus.

#### Konstruktion und Technik

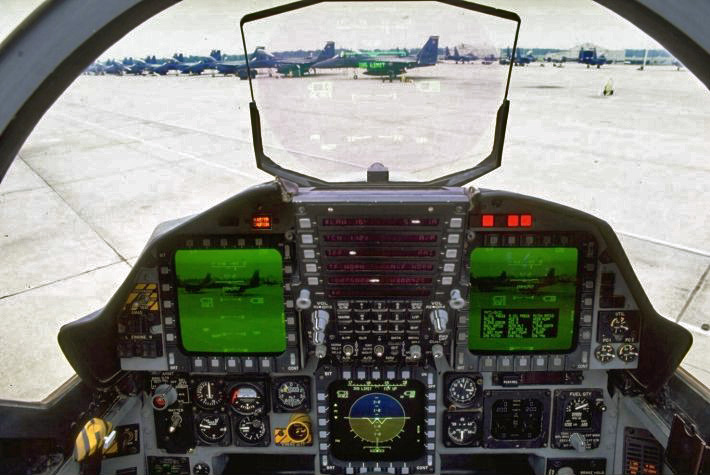
Das vordere Cockpit der F-15E. Der F-15EX hat einen WAD anstatt 3 MFDs.

Da die F-15E, die nur als Zweisitzer gebaut wird, erheblich mehr Waffenlast über längere Zeit tragen sollte als die F-15, musste sie wesentlich stabiler gebaut sein. So wurden 60 % der gesamten Flugzeugzelle verstärkt, damit sie auch langen Tiefflügen standhalten konnte. Hierzu wurden teilweise neu entwickelte Materialien verwendet, wobei Aluminium und Titanlegierungen allerdings immer noch den größten Gewichtsanteil haben. Die Treibstofftanks sind, wie schon die Triebwerksbuchten, durch feuerfeste Materialien geschützt, um die Überlebensfähigkeit der Maschine weiter zu erhöhen. Die F-15E erhielt außerdem neue CFTs, an denen jeweils drei konventionelle Waffenstationen und eine universelle Schiene angebracht sind. Aus diesem Grund fliegen praktisch alle F-15E standardmäßig mit beiden CFTs, selbst wenn der Treibstoff nicht benötigt wird, da sie sonst mit deutlich weniger Waffenstationen auskommen müssten.
Auch das Cockpit wurde komplett neu entworfen, um die Arbeitsbelastung für die Besatzung zu verringern. Dem Piloten stehen ein Farb-MFD (13 mal 13 cm) in der Mitte und zwei Monochrom-MFDs oben links und rechts zur Verfügung, die er seinen Bedürfnissen entsprechend anpassen kann. Im hinteren Cockpit des Waffensystemoffiziers (WSO) sind je zwei Farb- und zwei Monochrom-MFDs in einer Reihe angebracht. Außerdem sind hier auch grundlegende Fluginstrumente zu finden, sodass der WSO die Maschine notlanden kann, wenn der Pilot nicht mehr flugfähig sein sollte.

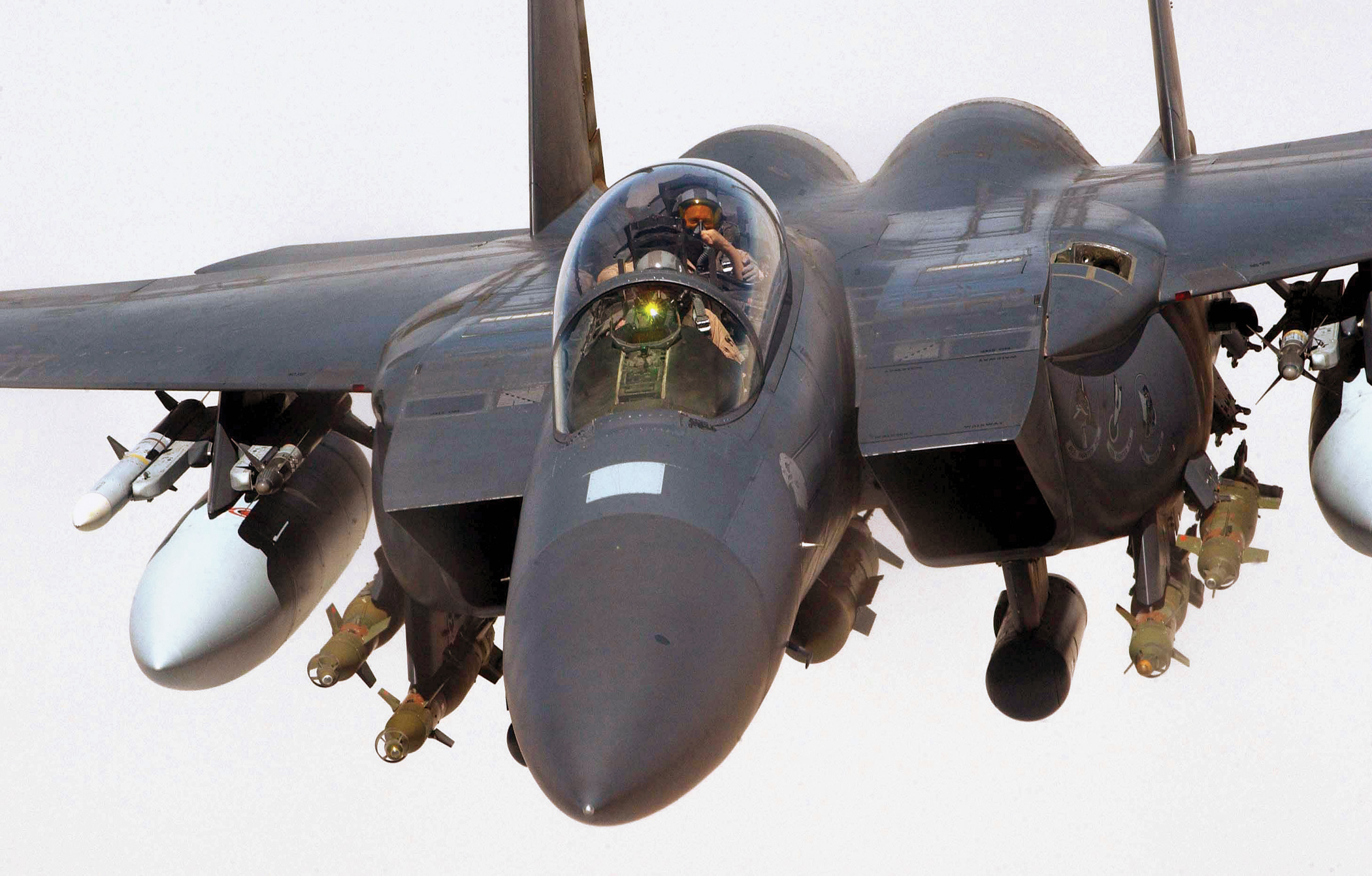
Eine Nahaufnahme einer F-15E Strike Eagle über dem Irak

Die Flugsteuerung wird nun vollständig durch ein digitales Fly-by-wire-System geregelt. Die Computersysteme wurden ebenfalls deutlich leistungsgesteigert. Als Bordradar kommt nun das neue AN/APG-70 zum Einsatz, das neben einem verbesserten und auf die F-15E angepassten Ground-Mapping-Betriebsmodus auch über neue Modi wie LPI und NCTI verfügt. Ein neues Kernelement ist der LANTIRN-Behälter, der an einer Waffenstation angebracht wird und durch ein FLIR-System besonders bei Nacht die Navigation und Zielfindung deutlich erleichtert. Es ist außerdem zwingend notwendig, um lasergelenkte Präzisionsbomben in ihr Ziel zu steuern.
Die ersten 134 Maschinen wurden noch mit den F100-PW-220-Triebwerken der F-15C/D ausgestattet, alle späteren Modelle erhielten jedoch serienmäßig das deutlich verbesserte F100-PW-229-Modell, das bis zu 22 % mehr Schub liefern kann. Durch diesen Schubzuwachs erhöhte sich allerdings auch die Gefahr, dass es bei einem einseitigen Triebwerksausfall schneller zum unkontrollierbaren Trudeln kommt. Daher wurde das „Automatic Thrust Departure Prevention System“ (ATDPS) installiert, das bei einem einseitigen Schubverlust das andere Triebwerk automatisch drosselt, um die Trudelgefahr zu reduzieren.

#### Upgrades

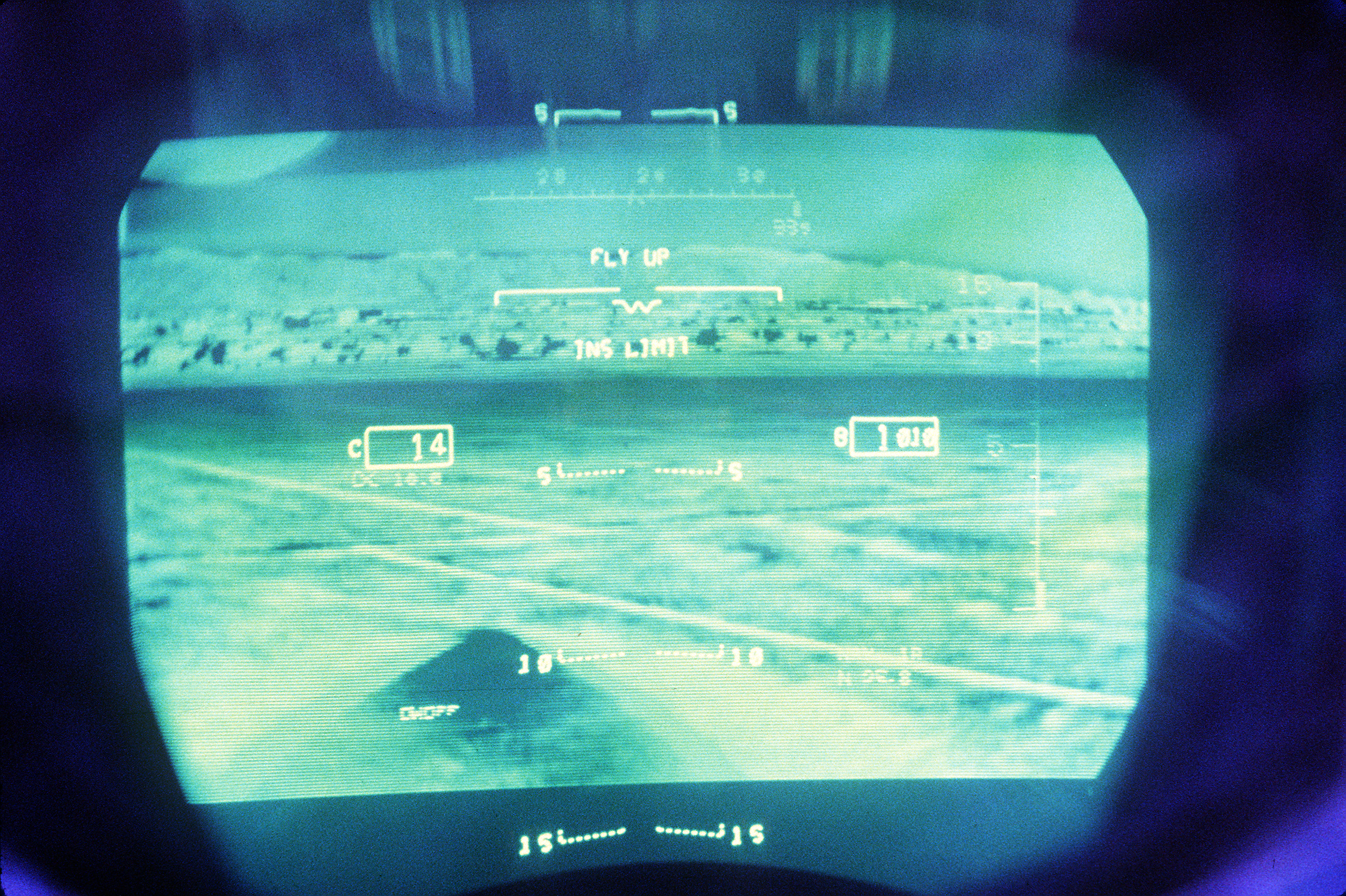
Bild des LANTIRN-Sensors auf dem HUD einer F-15E

Wie die F-15C/D erhielt die F-15E fortlaufend neue Upgrades, um die Kampffähigkeiten der Maschine zu bewahren und auszubauen. Besonders im Bereich der Luft-Boden-Kapazitäten wurde mit der Zeit eine breite Palette unterschiedlicher Waffensysteme integriert, wobei die JDAM- und Paveway-Serie zu den wichtigsten gehören (weitere Details siehe unten). Um die Kommunikation zu verbessern, wurde noch vor dem Afghanistankrieg eilig der „Fighter Data Link“ installiert, der dem Link 16 ähnelt, jedoch nicht so leistungsfähig ist. Um das Senden und Empfangen von großen Mengen an Bildmaterial zu ermöglichen, kann seit 1990 ein spezieller Behälter mit der Bezeichnung AN/ZSW-1 unter dem Rumpf montiert werden. Dieser stellt dann automatisch eine breitbandige Netzwerkverbindung zu kompatiblen Systemen her. Der LANTIRN-Behälter ist inzwischen größtenteils durch das modernere Sniper-XR-Modell ersetzt worden. Die Piloten der F-15E wurden aufgrund ihres Missionsprofils stets priorisiert mit den neusten Modellen von Nachtsichtgeräten ausgerüstet. Im Zeitraum von 2009 bis 2010 werden 145 Maschinen mit dem JHMCS-Pilotenhelm ausgestattet, der in Verbindung mit der neu integrierten AIM-9X die Luftkampffähigkeiten der Strike Eagle erheblich steigert. Ein neuer Sauerstoffgenerator eliminierte die Notwendigkeit, Gasflaschen mit flüssigem Sauerstoff mitzuführen.
Die U.S. Air Force plante zunächst, auch die F-15E mit dem neuen Radar vom Typ AN/APG-63(V)3 der F-15C aufzurüsten, allerdings entschied man sich 2007 im Rahmen des „Radar Modernization Program“ für eine Neuausschreibung. Die Air Force favorisierte zunächst das AN/APG-81 von Northrop Grumman, da dieses bereits in der F-35 verbaut wird und man sich deshalb Kostenersparnisse erhoffte. Allerdings begann Boeing 2009 damit, die ersten 179 Strike Eagles auf das AN/APG-63(V)4 von Raytheon umzurüsten. Das inzwischen in AN/APG-82 umbenannte Radar weist dank seiner AESA-Antennen wesentlich bessere Leistungen in den Bereichen ECCM, Mehrfachzielbekämpfung, SAR-Auflösung und Reichweite auf. Die Umrüstung der verbleibenden F-15E-Maschinen ist für das Fiskaljahr FY 2014 geplant.

### F-15EX Eagle II

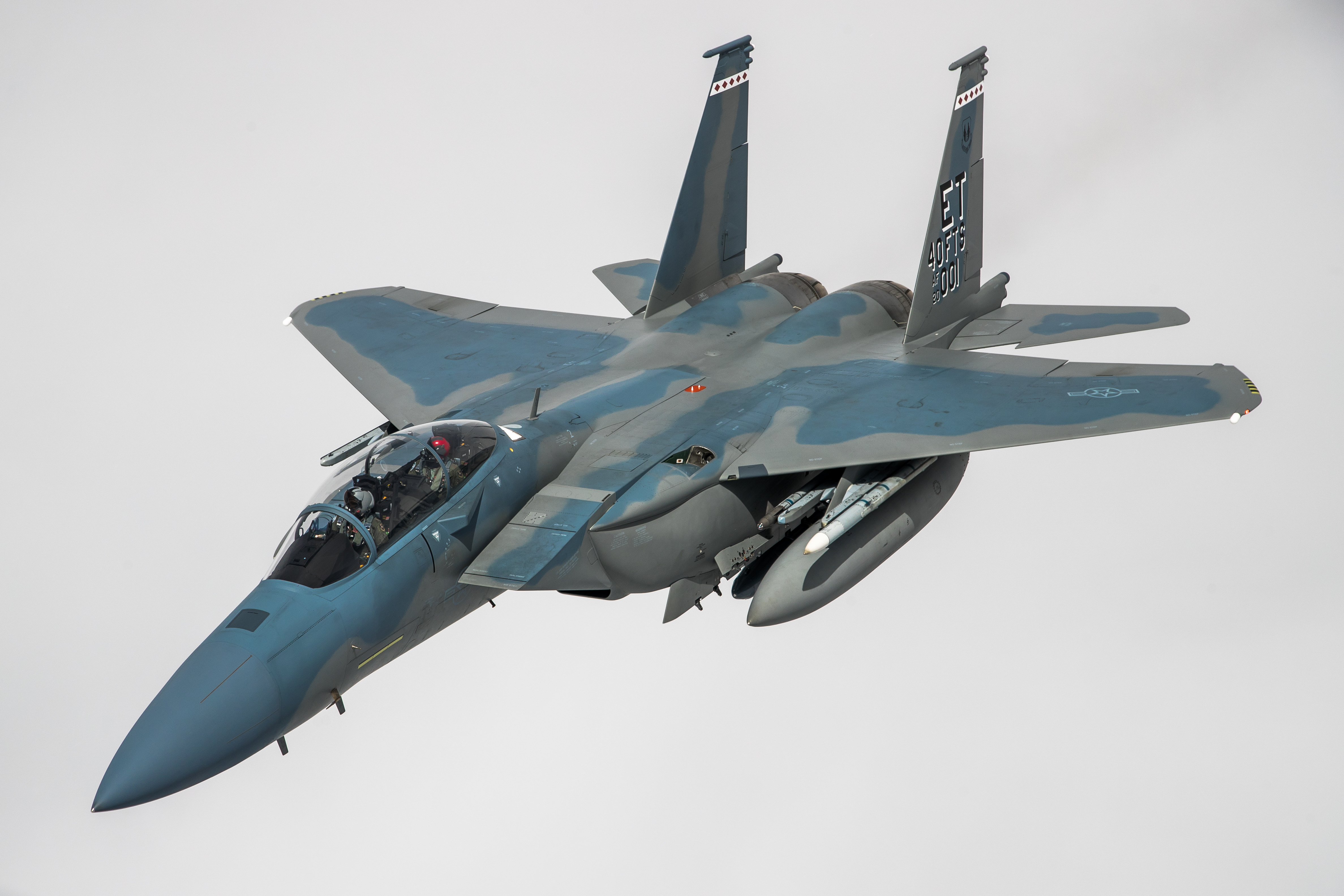
Eine der ersten F-15EX Eagle II der 40th Flight Test Squadron von der Eglin AFB im Mai 2021

Da sich die F-15C/D der US Air Force in den 2010er Jahren zunehmend dem Ende ihrer Dienstzeit näherten, schlug Boeing 2018 eine umfangreich verbesserte Version „F-15X“ auf Basis der F-15QA als Ablösung vor. Im Juli 2020 bestellte die US Air Force dann unter der Bezeichnung F-15EX, sie erhielt 2021 den Namen „Eagle II“, ein erstes Los mit acht Maschinen und einer Option auf bis zu 200 weitere, von denen man mindestens 144 beschaffen möchte. Die Kosten für diese erste Tranche belaufen sich insgesamt auf 1,2 Mrd. US-Dollar, der Flyaway-Preis wird langfristig mit 87,7 Mio. US-Dollar veranschlagt.
Technisch baut die F-15EX auf die QA-Variante für Katar auf und verfügt über folgende Neuerungen und Systeme:
- AN/APG-82(V)1 AESA-Radar (ersetzt das APG-70)
- AN/ALQ-250 EPAWSS (Radarwarner & Elektronische Gegenmaßnahmen, ersetzt das TEWS)
- Legion Pod (IRST-Sensor)
- JHMCS II (Pilotenhelm mit integriertem HUD)
- Erweitertes Glas-Cockpit, insbesondere für den WSO (10×19-Zoll Touchscreen)[21]
- AMBER-Waffenhalterungen für bis zu 22 Luft-Luft-Lenkwaffen
- Zwei zusätzliche Waffenstationen unter den Flügeln

Die Flugeigenschaften und Betriebsparameter der Maschine bleiben gegenüber der F-15E hierbei weitgehend unverändert. Die erste F-15EX hob im Februar 2021 ab und wurde einen Monat später der Air Force übergeben.

### Exportvarianten

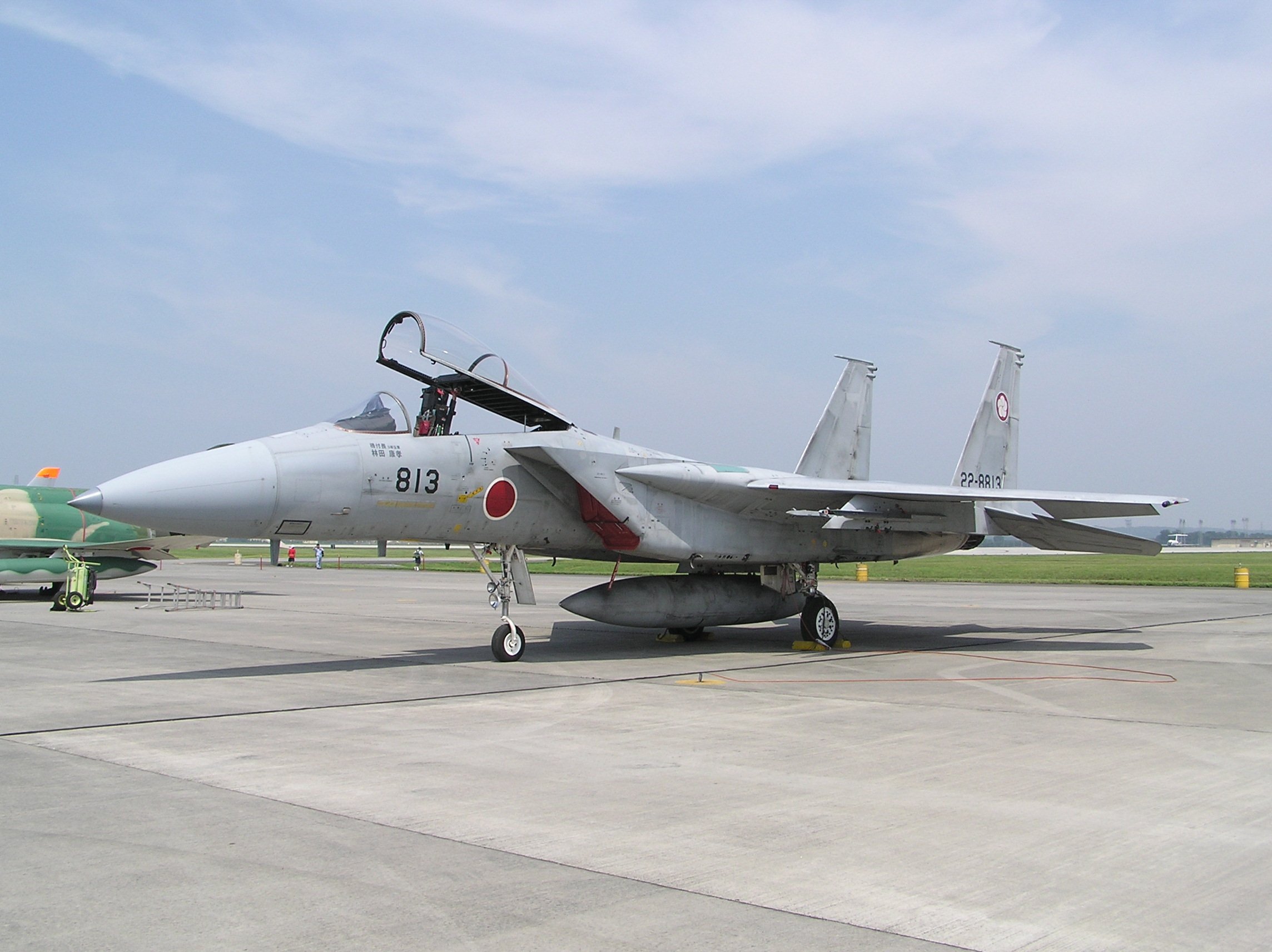
Eine F-15J auf der Yokota AB

Anmerkung: Staaten, welche die F-15A-D einsetzen, haben diese Maschinen entweder direkt aus der US-amerikanischen Produktion oder aus den Beständen der U.S. Air Force erhalten. Daher bekamen sie, mit Ausnahme der japanischen F-15C/D, keine gesonderte Bezeichnung.

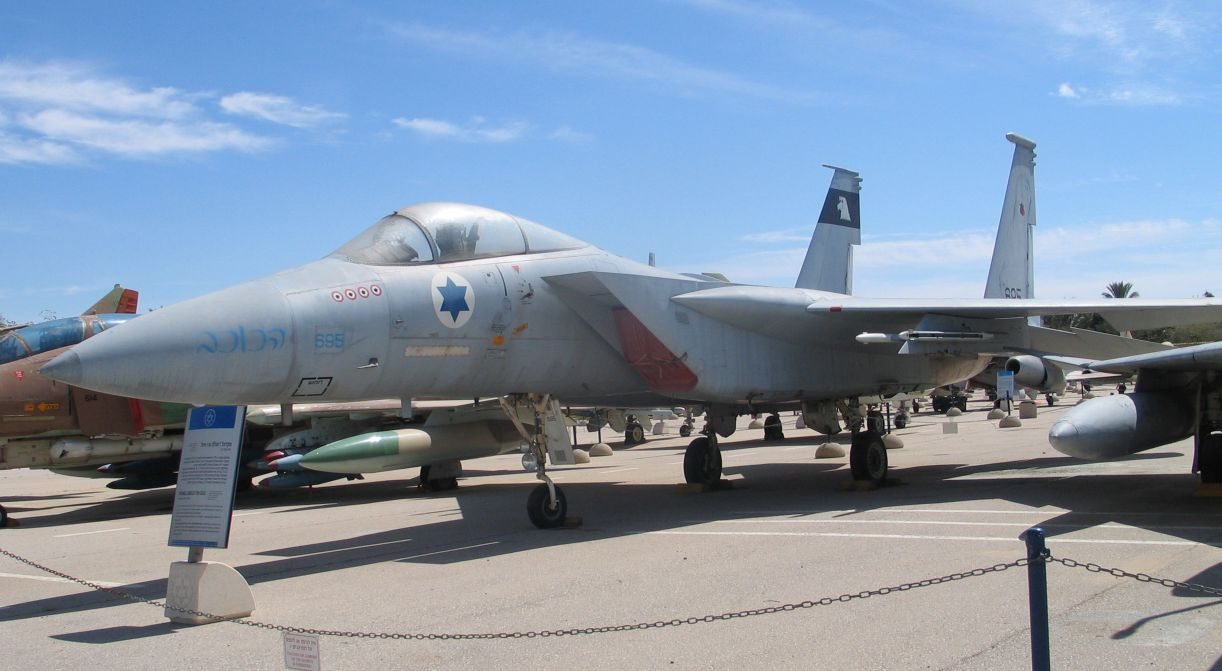
Eine der ersten F-15A Eagle Baz ab 1976, heute im Museum der Israelischen Luftwaffe beim Militärflugplatz Chazerim

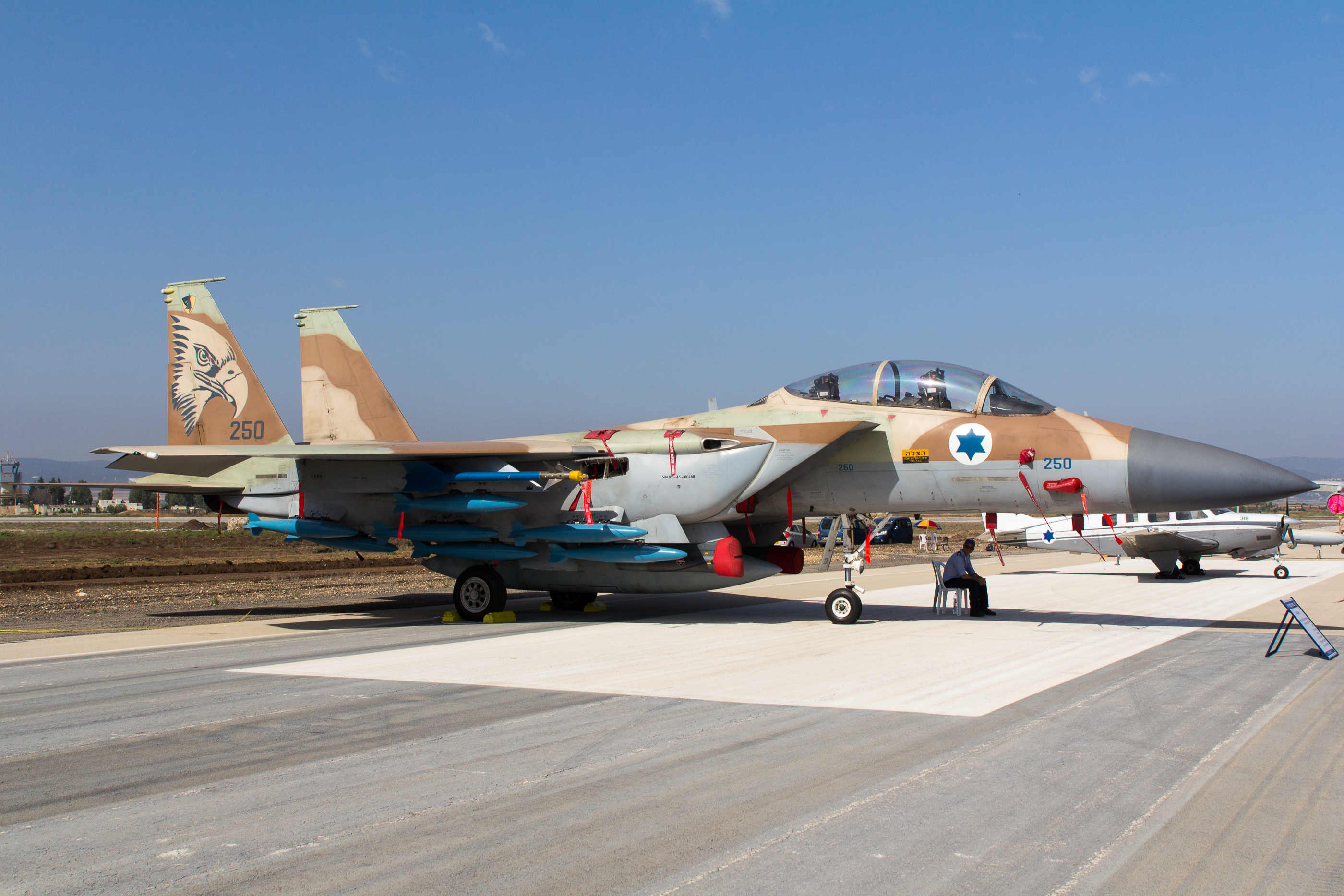
Eine F-15I Ra'am, auf dem Militärflugplatz Chazerim stationiert, bei einer Ausstellung im Jahr 2017 auf Ramat David

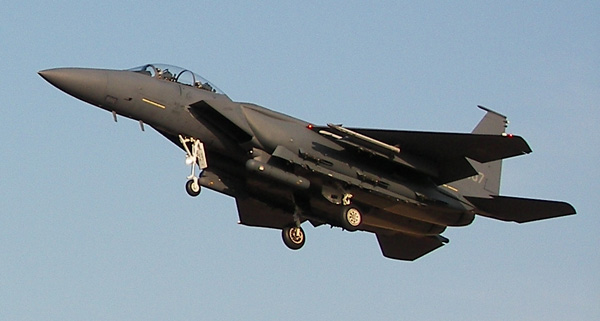
Eine F-15K im Landeanflug

F-15A-D Baz
Im Dezember 1976 wurde Israel zum ersten Land außerhalb der USA, das Exemplare des damals brandneuen F-15A-Jets erhielt. Im Laufe der Jahre wurden viele weitere F-15A-D Eagle Baz neu erworben oder aus Beständen der USAF übernommen. Schon Ende der 1970er Jahre hatte Israel damit begonnen, den Luftüberlegenheitsjäger F-15 zu einem Jagdbomber umzurüsten, insbesondere die zweisitzigen F-15B und F-15D Trainerjets wurden umfunktioniert und der hinten sitzende Instructor wurde zum WSO, der für das Abwerfen der (gelenkten) Bomben und Abfeuern von Luft-Boden-Raketen verantwortlich war. Immer etwa 50 F-15A-D Eagle Baz waren über die Jahre in zwei Staffeln auf dem Militärflugplatz Tel Nof stationiert und dienen dort u. a. als Träger von Nuklearwaffen, von denen Israel aber nicht zugibt, dass es sie besitzt.
F-15I Ra’am
Diese Variante wurde speziell für die Israelische Luftwaffe gebaut und basiert auf der F-15E Strike Eagle. Sie besitzt alle Fähigkeiten des amerikanischen Modells, jedoch wurden alle Systeme zur elektronischen Kampfführung durch den speziell entwickelten israelischen SPS-2100-Komplex ersetzt. Auch Teile der Flugzeugzelle stammen aus israelischer Produktion. Die Waffenkontrollcomputer wurden modifiziert, um einheimische Waffen wie die Python-3 und Python-4 einsetzen zu können. Der Erstflug fand am 12. September 1997 statt und bis 1999 wurden alle 25 Maschinen ausgeliefert und auf dem Militärflugplatz Chazerim stationiert. Jede Maschine kostete mit Ersatzteilen, Zubehör und Serviceleistungen etwa 95 Mio. US-Dollar.
Die F-15I ist neben der neuen F-35I Israels leistungsfähigste Maschine für Luft-Boden-Operationen, weshalb sie besonders im Bereich der Avionik fortlaufend modernisiert wird. Auch die F-15I auf Chazerim gelten als Nuklearwaffenträger.
Ab 2029 werden alle F-15I auf den neuesten Stand F-15I+ aufgerüstet, d. h. dieselbe Avionik und Systeme wie die neue F-15EX Eagle II erhalten.
F-15IA
Ab 2029 wird Israel 50 neue F-15IA (Israel Advanced) von Boeing erhalten, die auf der F-15EX Eagle II basieren. Diese werden nach und nach die Jahrzehnte alten Exemplare F-15A-D ersetzen, die auf dem Militärflugplatz Tel Nof stationiert sind.
F-15J
Eine Variante der F-15C/D für die japanische Luftwaffe. Sie wurde zu größten Teilen unter Lizenz von Mitsubishi gebaut und entspricht bis auf die weniger leistungsfähigen EloKa-Systeme der US-amerikanischen Ausführung.
Im Jahr 2024 beauftragte Japan eine Modernisierung von zirka 70 Exemplaren seiner zirka 200 Exemplare starken Flotte. Die Umrüstung wird die F-15J technologisch auf den Stand der F-15EX bringen.
 F-15K Slam Eagle
Ebenfalls eine Version der F-15E, die für die südkoreanische Luftwaffe bestimmt ist. Das Modell konkurrierte während des F-X-Wettbewerbs mit der Dassault Rafale, dem Eurofighter und der Suchoi Su-35 und ging am 19. April 2002 als Sieger der Ausschreibung hervor. Unterschiede zur F-15E sind das modernere AN/APG-63(V)1-Bordradar, die F110-GE-129-Triebwerke, sowie serienmäßige Farb-MFDs und JHMCS-Pilotenhelme. Die erste Bestellung über 40 Maschinen wurde im Zeitraum von 2005 bis 2008 ausgeliefert, wobei eine Maschine später durch einen Unfall verloren ging.
Im Rahmen der zweiten Phase des F-X-Programms bestellte Südkorea am 25. April 2008 weitere 21 Maschinen für rund 2,3 Mrd. US-Dollar. Die Avionik ist mit der der Maschinen der ersten Phase größtenteils identisch, jedoch sind die neuen Flugzeuge mit den F100-PW-229-EEP-Triebwerken ausgestattet, die auch bei den koreanischen F-16 eingesetzt werden. Außerdem kann die Maschine nun neuste Waffensysteme wie die AGM-158 JASSM oder bunkerbrechende Bomben einsetzen. Die erste Slam Eagle der zweite Tranche, die F-15K41, absolvierte ihren Jungfernflug am 27. April 2010.
Im Jahr 2024 beauftragte Korea eine Modernisierung aller zu diesem Zeitpunkt noch 59 Exemplare. Die Umrüstung, die die F-15K technologisch auf den Stand der F-15EX bringt, soll bis 2034 abgeschlossen sein.
F-15QA
Die F-15QA ist eine Version der F-15E die für Katar entwickelt wird. Im November 2016 genehmigte das US-Außenministerium den Export von bis zu 72 F-15QA-Maschinen an Katar im Rahmen eines 21,1 Milliarden US-Dollar umfassenden Rüstungsabkommens. Am 14. Juni 2017 bestellte Katar 36 F-15QA für 12 Mrd. US-Dollar.
 F-15S Peace Sun IX
Variante der F-15E für die saudische Luftwaffe. Entspricht weitgehend der originalen Strike Eagle, jedoch wurden einige Luft-Luft- und Luft-Boden-Betriebsmodi des Radars entfernt oder in ihrer Leistung reduziert. Die letzte der 72 bestellten Maschinen wurden im November 1999 ausgeliefert.
 F-15SA
Modernisierte Variante der F-15S Peace Sun IX für die saudische Luftwaffe. Im Rahmen einer rund 68 Mrd. US-Dollar teuren Waffenlieferung der USA an Saudi-Arabien sollen auch 84 F-15SA enthalten sein. Gleichzeitig sollen die 70 im Sommer 2010 verbleibenden F-15S-Maschinen ebenfalls auf den Stand der F-15SA nachgerüstet werden. Sie werden mit dem AN/APG-63(V)3-AESA-Radar und den F110-GE-129A-Triebwerken ausgestattet, verfügen über das „Digital Electronic Warfare System“ von BAE Systems, welches eigentlich erst für die F-15SE Silent Eagle vorgesehen war, und sollen die Lenkflugkörper AIM-120C7 AMRAAM und AIM-9X Sidewinder einsetzen können. Mit 29,4 Mrd. US-Dollar stellt die Produktion und Nachrüstung der F-15SA den größten Posten in der Waffenlieferung an Saudi-Arabien dar.
F-15SG
Dieses Modell, ebenfalls basierend auf der F-15E, ist für die Luftwaffe Singapurs bestimmt. Im Verlauf eines siebenjährigen Wettbewerbs setzte sich die F-15K, die zuerst als F-15T bezeichnet wurde, im September 2005 gegen die F-16E/F, die F/A-18E/F, den Eurofighter Typhoon, die Suchoi Su-35 und zum Schluss gegen die Dassault Rafale durch. Die F-15SG ähnelt der F-15K (Phase-Zwei-Ausführung), verfügt aber über das wesentlich modernere AN/APG-63(V)3-AESA-Radar. Die Maschine ist mit dem Zielbehälter AN/AAQ-33 Sniper von Lockheed Martin und F110-GE-129A-Triebwerken mit 129 kN Schub ausgerüstet. Insgesamt hat Singapur 24 Maschinen zu einem Stückpreis von rund 50 Mio. US-Dollar bestellt. Der Erstflug dieser Version fand am 16. September 2008 statt. Die Auslieferungen begannen im Mai 2009 und sollen bis 2012 abgeschlossen sein. Die ersten Maschinen verbleiben über einen Zeitraum von 25 Jahren zu Trainingszwecken in den USA. In Singapur trafen die ersten Maschinen im April 2010 ein (18 Maschinen waren damit ausgeliefert).

### Andere Varianten

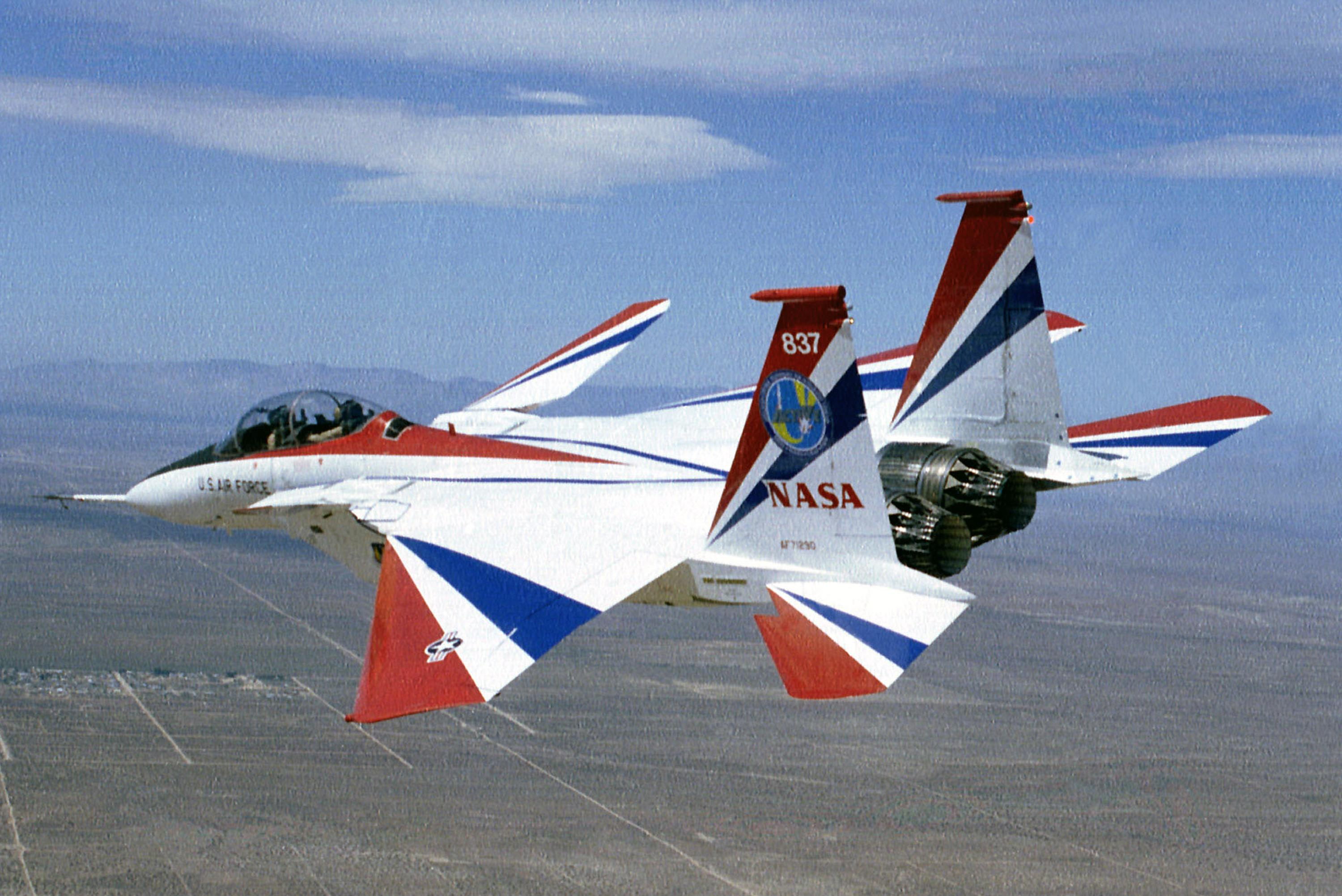
Die F-15 ACTIVE

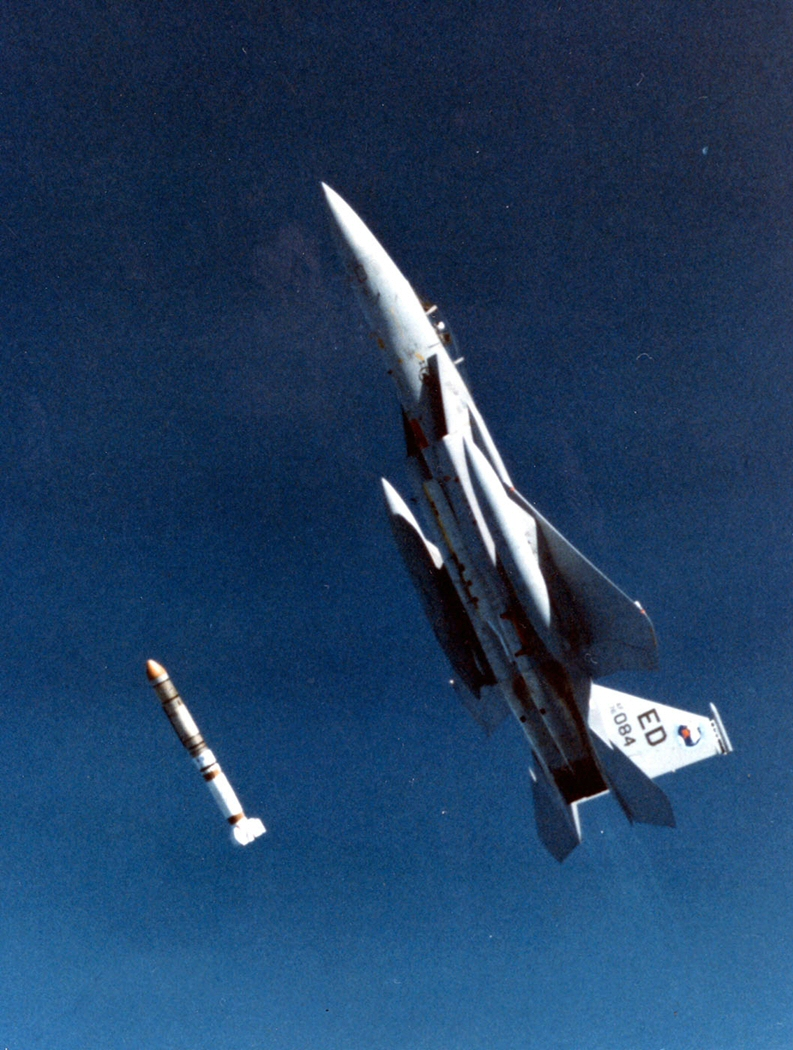
Die F-15 startet die ASM-135, um den Forschungssatelliten „Solwind P78-1“ abzuschießen.

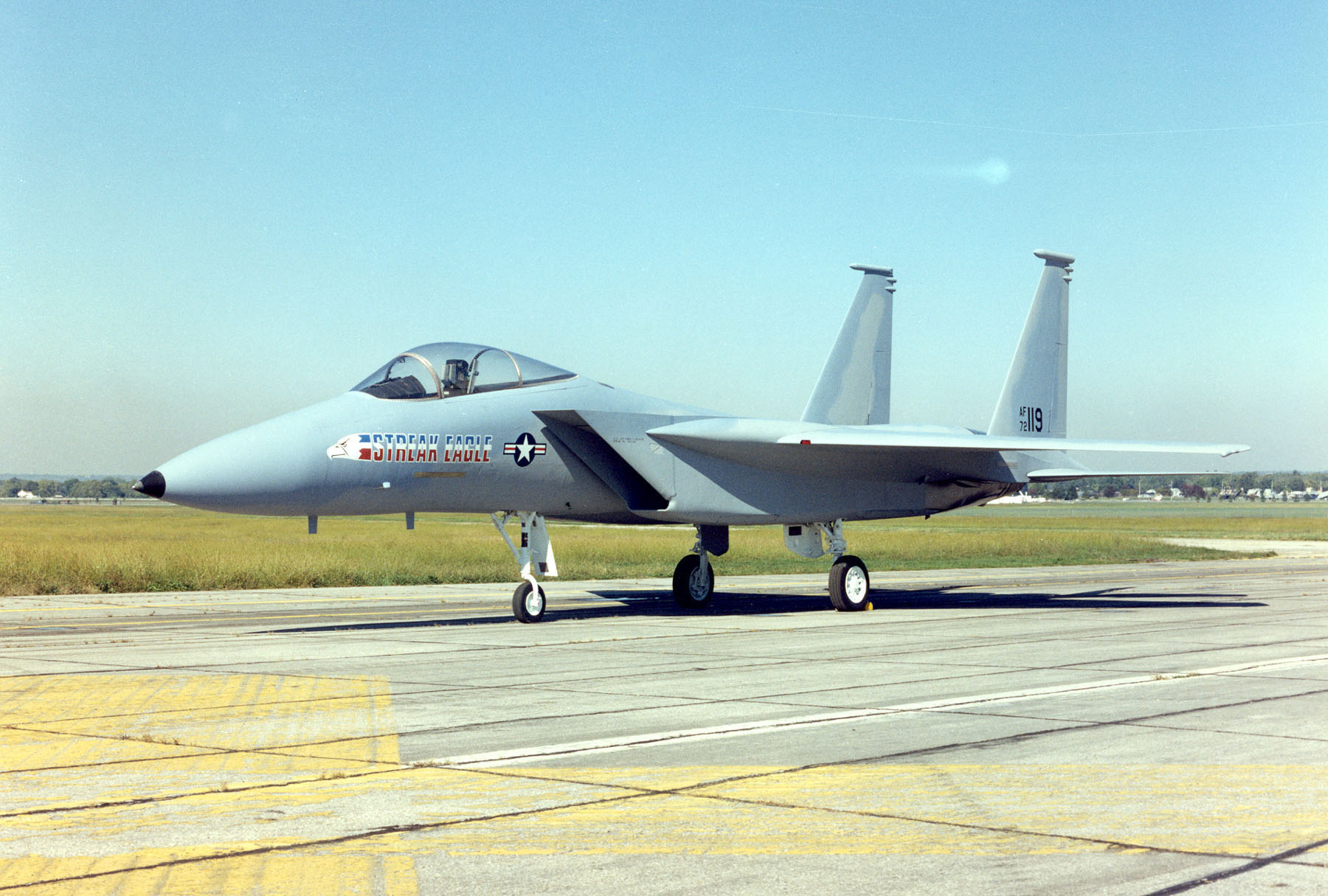
Streak Eagle im National Museum of the United States Air Force

F-15 ACTIVE
Diese experimentelle Maschine, die von der NASA betrieben wurde, führte die Erprobungen des S/MTD-Programms (siehe unten) weiter. Die zweidimensionale Schubvektorsteuerung wurde durch ein 3D-Modell ersetzt, das den Abgasstrahl um bis zu 20° in alle Richtungen ablenken konnte. Des Weiteren wurden schubstärkere F100-Triebwerke, ein neu entwickeltes digitales Fly-by-Wire-System, modifizierte Canards und ein leistungsfähigeres Computersystem verwendet. Die Cockpits wurden mit der Elektronik und den Instrumenten der F-15E ausgestattet, während die Canards eigentlich die Höhenleitwerke der F/A-18 Hornet waren. Die Ergebnisse der Erprobungen flossen in moderne Kampfflugzeugentwürfe und fortschrittliche Flugsteuerungssysteme ein.
Das Programm lief von 1996 bis 1998, wobei die verwendete Maschine anschließend im „Intelligent Flight Control System“-Projekt (IFCS, siehe unten) weiterhin Verwendung fand.
F-15 ASAT
Diese Variante der F-15A wurde Ende der 1970er-Jahre, noch vor dem SDI-Programm, zu einer Einsatzplattform für Antisatellitenraketen vom Typ Vought ASM-135 ASAT umgebaut. Mit dieser zweistufigen Rakete sollten sowjetische Militärsatelliten, die sich zumeist in einem niedrigen Orbit befanden, im Kriegsfall über Nordamerika abgeschossen werden. Die ASM-135 besaß hierzu einen speziellen Infrarot-Suchkopf, um einen Satelliten anhand seiner Wärmesignatur zu erfassen und durch einen direkten Treffer zu zerstören. Dieser Suchkopf wurde mit flüssigem Helium auf 4 Kelvin heruntergekühlt. Da die Rakete die hierfür benötigte Menge an Helium nicht selbst mitführen konnte, wurden die Bordkanone und Teile der Avionik entfernt, um Platz für einen entsprechenden Helium-Tank zu schaffen, der über eine spezielle Tieftemperaturleitung mit der ASM-135, die sich mittig unter dem Rumpf befand, verbunden wurde.
In den frühen 1980er-Jahren wurden dann die ersten Tragetest durchgeführt, wobei die F-15 auf Höhen von über 24 km stieg. Dies war nötig, um der verhältnismäßig schubschwachen Rakete mehr kinetische Energie zuzuführen. Trotzdem war diese nicht schnell genug, um einen Satelliten von hinten „einzuholen“, weswegen sie zum Abfangen auf Kollisionskurs gebracht werden musste. Der erste Start der ASM-135 fand am 21. Juni 1982 statt, wobei dies ein reiner Flugtest war. Der erste und einzige Einsatz gegen einen echten Satelliten fand am 13. September 1985 statt. Vor der US-Westküste zog der Pilot die Mach 1,22 schnelle F-15 auf einen Steigwinkel von 65° hoch und die Rakete klinkte sich auf einer Höhe von etwa 24 km automatisch aus. Das Ziel war ein alter als „Solwind P78-1“ bezeichneter Forschungssatellit, der zur Untersuchung der Sonne diente. Da er von der Sonnenstrahlung aufgeheizt wurde, schaltete der Gefechtskopf der ASM-135 zuverlässig auf den Satelliten auf und zerstörte ihn in 530 km Höhe. Dieser Abschuss wurde von Ronald Reagan persönlich autorisiert. Es folgten noch zwei weitere Tests, in denen Sterne zur Zieldarstellung genutzt wurden, danach wurde das Programm aber aus politischen Gründen eingestellt.
F-15F
Eine von MDD vorgeschlagene Einsitzer-Variante der F-15E. Wurde nicht realisiert.
F-15H
Geplante F-15E-Exportvariante, bei der einige Luft-Boden-Fähigkeiten entfernt wurden. Nach der Ablehnung des Konzepts diente die Bezeichnung für die griechische Exportvariante, die aber ebenfalls nicht angenommen wurde.
F-15 IFCS
Bei diesem Muster handelt es sich um die NF-15B, die nach dem ACTIVE-Projekt ein drittes Mal umgebaut wurde. Sie diente der Erprobung des „Intelligent Flight Control System“ (IFCS), eines fortschrittlichen Flugsteuerungssystems, das mit Hilfe eines Künstlichen Neuronalen Netzes wesentlich fehlertoleranter war und die Flugleistungen nochmals steigerte. Das Netz soll sich in einem Lernprozess auch selbstständig an ein beliebiges Flugzeug anpassen und anschließend kontrollieren können.
In der ersten Phase, die im Jahre 1999 durchgeführt wurde, wurde das neuronale Netz anhand von Daten aus dem S/MTD-Projekt und Windkanaltests getestet und für den Einsatz auf der NF-15B „trainiert“. Im Jahre 2003 flog diese Maschine dann mit Unterstützung dieses Systems, wobei es aus Sicherheitsgründen keine Flugkommandos geben konnte. Stattdessen wurden die Ausgaben des Systems aufgezeichnet. Die dritte und letzte Phase wurde 2005 durchgeführt. Hier wurde das neuronale Netz, das den Namen „sigma pi“ erhielt, erstmals umfassend mit der Flugkontrolle betraut. Hierbei konnte das Netz auch selbstständig Fehlerkorrekturen durchführen. Des Weiteren konnte es die vorher „erlernten“ Parameter aus statischen Tests selbstständig auf die leicht veränderte Aerodynamik der NF-15B anpassen.
F-15L
Eine billigere Exportvariante für Israel. Wurde von Boeing übereilt konzipiert, um noch bei einer Ausschreibung zum Zuge zu kommen. Israel bestellte jedoch die F-16I von Lockheed Martin.
F-15 MANX
Auch als F-15XX bezeichnet. War als Stealth-Variante der F-15E und billige Alternative zum „Advanced Tactical Fighter“ gedacht. Hierfür wollte man auf die Schubvektorsteuerung aus dem ACTIVE-Programm zurückgreifen, um auf die Seitenleitwerke verzichten zu können und die geforderte Wendigkeit zu erreichen. Wurde nie realisiert.
F-15N
Eine trägergestützte Variante, (Beiname: Sea Eagle) für die US Navy, die den Entwurf im Jahre 1971 bewerten sollte. Die geplante Maschine sollte rund eine Tonne schwerer werden als die F-14A Tomcat und konnte nicht die weitreichende Luft-Luft-Lenkwaffe AIM-54 Phoenix tragen. Daher zeigte die Navy keinerlei Interesse und entschied sich stattdessen für einen Mix aus F-14 Tomcats und F/A-18 Hornets.
F-15 S/MTD
Hierbei handelt es sich um eine experimentelle Variante, die auch als NF-15B bezeichnet wurde, die für die NASA bestimmt war. McDonnell Douglas wurde von ihr am 3. Oktober 1984 beauftragt, ein Flugzeug mit deutlich erhöhter Wendigkeit und STOL-Fähigkeiten zu entwickeln. Hierzu wurde die erste Serienmaschine der F-15B als Plattform ausgewählt. Diese wurde umfassend modifiziert und unter anderem mit Canards, einem neuen Fly-by-Wire-Flugsteuerungssystem und 2D-Schubvektorsteuerung ausgestattet. Der Erstflug fand am 7. September 1988 statt. Neben einer deutlich verbesserten Wendigkeit wurde die benötigte Startstrecke um 25 % reduziert, die nötige Landestrecke konnte in einem Testlauf sogar um etwa 80 % reduziert werden. Das Programm endete im August 1991, nachdem alle Ziele erreicht worden waren. Die Maschine wurde allerdings fünf Jahre später im Rahmen des ACTIVE-Programms (siehe oben) wieder eingesetzt und wurde nach diversen weiteren Umbauten bis 2005 weitergenutzt.
 F-15SE Silent Eagle
Eine in der Entwicklung befindliche Variante der F-15E für den Exportmarkt, die am 17. März 2009 offiziell vorgestellt wurde. Primäres Merkmal sind ihre verbesserten Stealtheigenschaften. Diese sollen durch nach außen geneigte Seitenleitwerke, radarabsorbierende Materialien und einen modifizierten CFT erreicht werden. Auch die Abschirmung des Lufteinlaufes nach dem Vorbild der F/A-18E/F Super Hornet ist auf Kundenwunsch möglich. Ein modifizierter Conformal Fuel Tank enthält nun zwei interne Waffenstationen für Lenkwaffen vom Typ AIM-9 Sidewinder und AIM-120 AMRAAM sowie für Bomben der JDAM-Serie und vom Typ GBU-39 SDB. Die interne Unterbringung der Waffen reduziert das Tankvolumen, wodurch die Reichweite einer entsprechend ausgerüsteten Maschine um etwa 350 km sinkt, allerdings konnte der RCS-Wert laut Boeing in etwa auf das Niveau der F-35 reduziert werden (eine stärkere Reduzierung hätte bei einem Export der Maschine zu einem Veto des US-Kongresses geführt). Die F-15SE sollte auch einen neuen Komplex für elektronische Gegenmaßnahmen erhalten. Dieser firmiert unter dem Namen „Digital Electronic Warfare System“ (DEWS), ist explizit auf das Zusammenwirken mit dem AN/APG-63(V)3-AESA-Bordradar ausgelegt und wird von BAE Systems entwickelt. Inzwischen ist aber das AN/APG-82-Radar aus dem „Radar Modernization Program“ für die F-15E ausgewählt worden. Die CFTs können binnen zwei Stunden gegen die Standardmodelle ausgetauscht werden, wenn Waffenzuladung wichtiger ist als Stealtheigenschaften.
Die Maschine soll etwa 100 Mio. US-Dollar kosten und zielt hauptsächlich auf den Markt in Korea, Japan, Saudi-Arabien und Israel. Boeing hat bereits einige Modifikationen an der Entwicklungsmaschine des Strike-Eagle-Programms (F-15E1) vorgenommen, der Erstflug fand am 8. Juli 2010 statt.
F-15 Streak Eagle
Dabei handelt es sich um eine einzelne umgebaute F-15A-Maschine (S/N 72-0119), die im Rahmen von Flugtests zwischen dem 16. Januar und dem 1. Februar 1975 eine Reihe von Weltrekorden im Bereich der Steigleistung aufstellte. Die Maschine ist seit Dezember 1980 im National Museum of the United States Air Force ausgestellt.
F-15U
Eine geplante Exportvariante auf Basis der F-15E für die Vereinigten Arabischen Emirate. In einem Wettbewerb konkurrierte sie mit der Dassault Rafale, dem Eurofighter Typhoon, der Suchoi Su-30MK und der F-16E/F, letztere war speziell auf die Anforderungen der VAE abgestimmt und entschied die Ausschreibung auch für sich. Daher wurde die F-15U nie gebaut.
F-15XP
Anfängliche Bezeichnung für die F-15S, die für Saudi-Arabien bestimmt waren.
RF-15
Eine während der frühen Entwicklungsphase vorgeschlagene Aufklärungsvariante. Sie sollte mit einer TV-Kamera, multi-spektralen optronischen Sensoren und einem seitlich blickendem SAR-Radar ausgerüstet werden. Die Systeme sollten unter der Nase und in externen Behältern unter dem Rumpf angebracht werden. Der Entwurf wurde allerdings von der Air Force abgelehnt. Trotzdem finanzierte McDonnell Douglas den Umbau der zweiten TF-15A-Vorserienmaschine zu einem Prototyp der RF-15. Das intern als „Peek Eagle“ bezeichnete Projekt kam allerdings nie über das Teststadium heraus.

## Nutzer (Stand 2021)
Israel:
Israelische Luftstreitkräfte: ca. 75 in drei Staffeln; die IAF erhielt seit Dezember 1976 durch das Peace-Fox-Programm nach und nach insgesamt 79 F-15A/B/C/D neue und einige gebrauchte aus den Beständen der US Air Force und hat diese Maschinen inzwischen mehrere Male kampfwertgesteigert. Mitte der 1990er-Jahre erhielt Israel 25 F-15I und Mitte der 2010er-Jahre 10 weitere (gebrauchte ex-USAF) F-15D. Ab 2029 werden die 25 F-15I als F-15I+ auf den Stand der F-15EX Eagle II aufgerüstet werden. Gleichzeitig werden die vorhandenen F-15A-D durch neue F-15IA (Israel Advanced) ersetzt werden, die der Eagle II entsprechen, aber an israelische Bedürfnisse angepasst sind. (Aktualisierung 2024)
 Japan:
Japanische Luftstreitkräfte: 223, 203 F-15J, 20 F-15DJ; Die Maschinen wurden seit 1981 beschafft und sind mit Ausnahme von 14 Maschinen alle im Land in Lizenz von Mitsubishi Heavy Industries gefertigt worden.
 Katar:

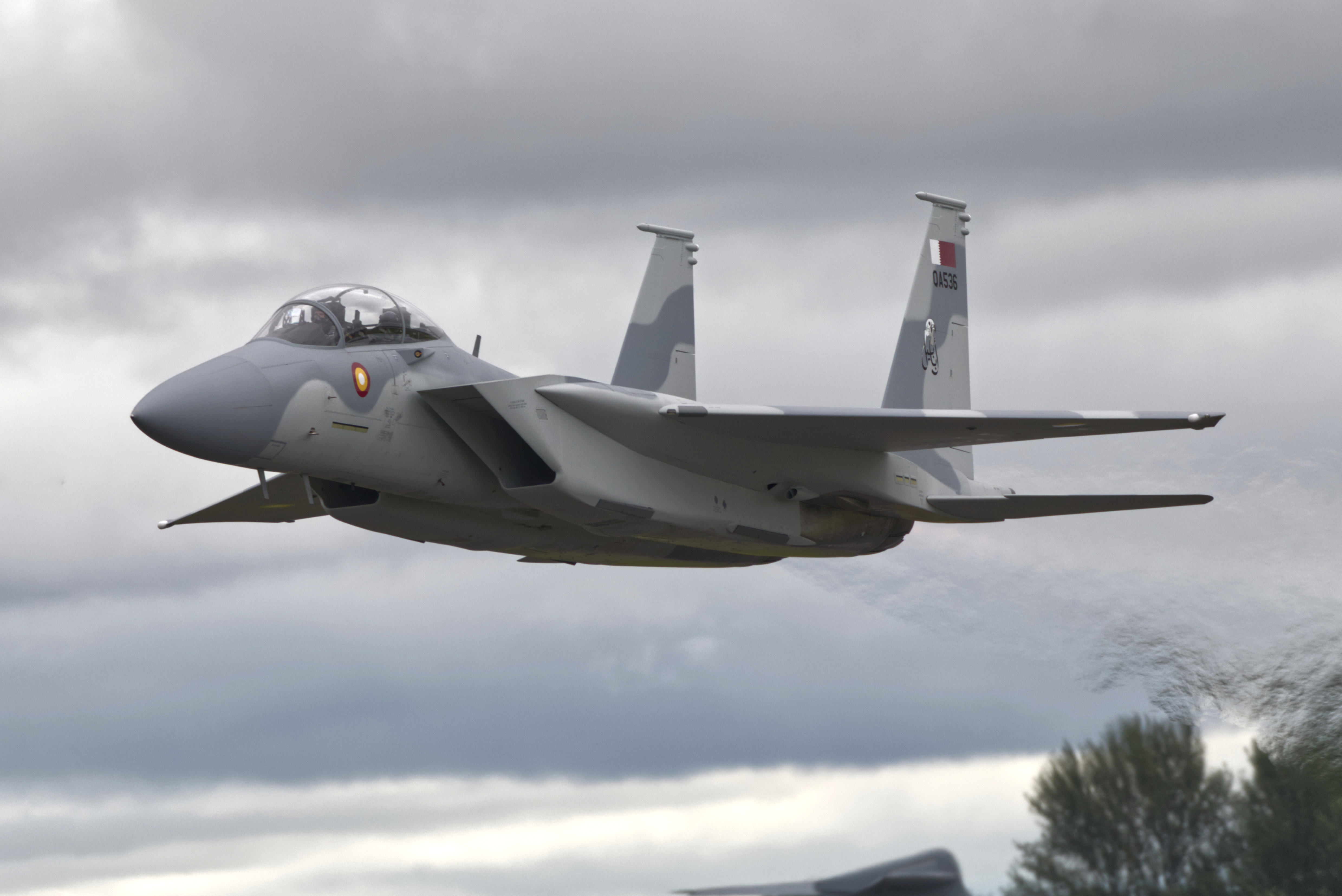
Eine F-15QA der Qatar Emiri Air Force bei der RIAT 2024

Qatar Emiri Air Force: 48; Zunächst wurden 2017 36 und 2023 weiter 12 F-15QAs bestellt, deren Auslieferung 2021 begann. (Aktualisierung 2024)
 Saudi-Arabien:
Saudische Luftstreitkräfte: 154, 57 F-15C, 25 F-15D und 72 F-15S. Ende 2011 teilte die US-Regierung mit, dass die USA Saudi-Arabien 84 F-15SA verkaufen und die verbliebenen 70 F-15S auf den „SA“ – Standard aufrüsten werden.
 Singapur:
Singapurs Luftwaffe: 40; Zunächst wurden 24 F-15SG bestellt und die erste Staffel erhielt im April 2010 die erste „Eagle“. Später wurden weitere Exemplare bestellt, inoffiziell sollen es insgesamt 40 sein.
 Südkorea:
Südkoreanische Luftwaffe: 61; Beschafft wurden 61 F-15K.
 Vereinigte Staaten:
United States Air Force:
1119, 365 F-15A, 59 F-15B, 409 F-15C, 61 F-15D, 225 F-15E; Verfügte nach eigenen Angaben im Oktober 2009 noch über 522 aktive F-15A-D (ohne ANG), sowie 223 F-15E.
Stationierung auch im Ausland, im Bereich der United States Air Forces in Europe – Air Forces Africa in:
 Deutschland
Bitburg Air Base, April 1977 bis März 1994, F-15A/B/C/D (36th (Tactical) Fighter Wing mit drei, in den beiden letzten Jahren zwei Staffeln).
Spangdahlem Air Base, März 1994 bis März 1999, F-15C/D (52nd Fighter Wing) mit einer Staffel (53rd Fighter Squadron).
 Island
Naval Air Station Keflavik, Juli 1985 bis Juni 2006, F-15C/D (Air Forces Iceland/35th Fighter Wing/85th Group mit einer Staffel, unterstand bis 2002 dem Tactical Air Command bzw. Air Combat Command).
 Niederlande
Soesterberg Air Base, September 1978 bis Januar 1994, F-15A/B/C/D (32d (Tactical) Fighter Squadron/Group mit einer Staffel).
 Vereinigtes Königreich
RAF Lakenheath, Februar 1992 bis April 2022, F-15C/D/E (48th Fighter Wing mit drei Staffeln, davon zwei Jagdbomber- und einer Abfangjagdstaffel, letzterer seit 1994).

## Technische Daten
| Kenngröße                   | Daten der F-15A Eagle                                                                                             | Daten der F-15C Eagle                                                                                             | Daten der F-15E Strike Eagle                                                                                      |
| --------------------------- | --- | --- | --- |
| Typ                         | Luftüberlegenheitsjäger                                                                                           | Luftüberlegenheitsjäger                                                                                           | Mehrzweckkampfflugzeug                                                                                            |
| Länge                       | 19,43 m | 19,43 m | 19,43 m |
| Spannweite                  | 13,05 m | 13,05 m | 13,05 m |
| Flügelfläche                | 56,48 m² | 56,48 m² | 56,48 m² |
| Flügelstreckung             | 3,02 | 3,02 | 3,02 |
| Tragflächenbelastung        | - minimal (Leermasse): 230 kg/m² - nominal (normale Startmasse): 336 kg/m² - maximal (max. Startmasse): 450 kg/m² | - minimal (Leermasse): 236 kg/m² - nominal (normale Startmasse): 368 kg/m² - maximal (max. Startmasse): 546 kg/m² | - minimal (Leermasse): 255 kg/m² - nominal (normale Startmasse): 504 kg/m² - maximal (max. Startmasse): 651 kg/m² |
| Höhe                        | 5,63 m | 5,63 m | 5,63 m |
| Leermasse                   | 12.973 kg | 13.336 kg | 14.379 kg |
| normale Startmasse          | ca. 19.000 kg | 20.185 kg | 28.440 kg |
| max. Startmasse             | 25.424 kg | 30.844 kg | 36.741 kg |
| Treibstoffkapazität         | - 5034 kg (intern) - 5396 kg (3 Abwurftanks)                                                                      | - 6103 kg (intern) - 4265 kg (2 CFTs) - 5396 kg (3 Abwurftanks)                                                   | - 5953 kg (intern) - 4265 kg (2 CFTs) - 5396 kg (3 Abwurftanks)                                                   |
| Belastungen                 | −3g bis +7,33g | −3g bis +8,5g | −3g bis +8g |
| Höchstgeschwindigkeit       | Mach 2,49 bzw. 2655 km/h auf optimaler Höhe                                                                       | Mach 2,49 bzw. 2655 km/h auf optimaler Höhe                                                                       | Mach 2,54 bzw. 2698 km/h auf optimaler Höhe                                                                       |
| Marschgeschwindigkeit       | k. A. | k. A. | 917 km/h auf optimaler Höhe                                                                                       |
| Dienstgipfelhöhe            | k. A. | 19.811 m | 18.290 m |
| Steigrate                   | 254 m/s | 254 m/s | k. A. |
| Überführungsreichweite      | - 1930 km (ohne Zusatztanks) - 4631 km (mit Zusatztanks)                                                          | - 2540 km (ohne Zusatztanks) - 5555 km (CFTs + 3 Zusatztanks)                                                     | - 2222 km (ohne Zusatztanks) - 5741 km (CFTs + Zusatztanks)                                                       |
| Start-/Landerollstrecke     | k. A. | 275 m / 762 m | k. A. |
| Start-/Landegeschwindigkeit | k. A. | 220 km/h / 232 km/h                                                                                               | 220 km/h / 234 km/h                                                                                               |
| Radstand/Spurweite          | k. A. | 5,42 m / 2,75 m                                                                                                   | k. A. |
| max. Waffenlast             | 7620 kg | 10.705 kg | 11.115 kg |
| Triebwerke                  | zwei Mantelstromtriebwerke Pratt & Whitney F100-PW-100                                                            | zwei Mantelstromtriebwerke Pratt & Whitney F100-PW-220                                                            | zwei Mantelstromtriebwerke Pratt & Whitney F100-PW-229                                                            |
| Schubkraft                  | - ohne Nachbrenner: 2 × 65,26 kN - mit Nachbrenner: 2 × 100,53 kN                                                 | - ohne Nachbrenner: 2 × 63,90 kN - mit Nachbrenner: 2 × 105,72 kN                                                 | - ohne Nachbrenner: 2 × 79,18 kN - mit Nachbrenner: 2 × 129,45 kN                                                 |
| Schub-Gewicht-Verhältnis    | - maximal (Leermasse): 1,58 - nominal (normale Startmasse): 1,08 - minimal (max. Startmasse): 0,81                | - maximal (Leermasse): 1,62 - nominal (normale Startmasse): 1,07 - minimal (max. Startmasse): 0,70                | - maximal (Leermasse): 1,84 - nominal (normale Startmasse): 0,93 - minimal (max. Startmasse): 0,72                |

### Bewaffnung/Beladung

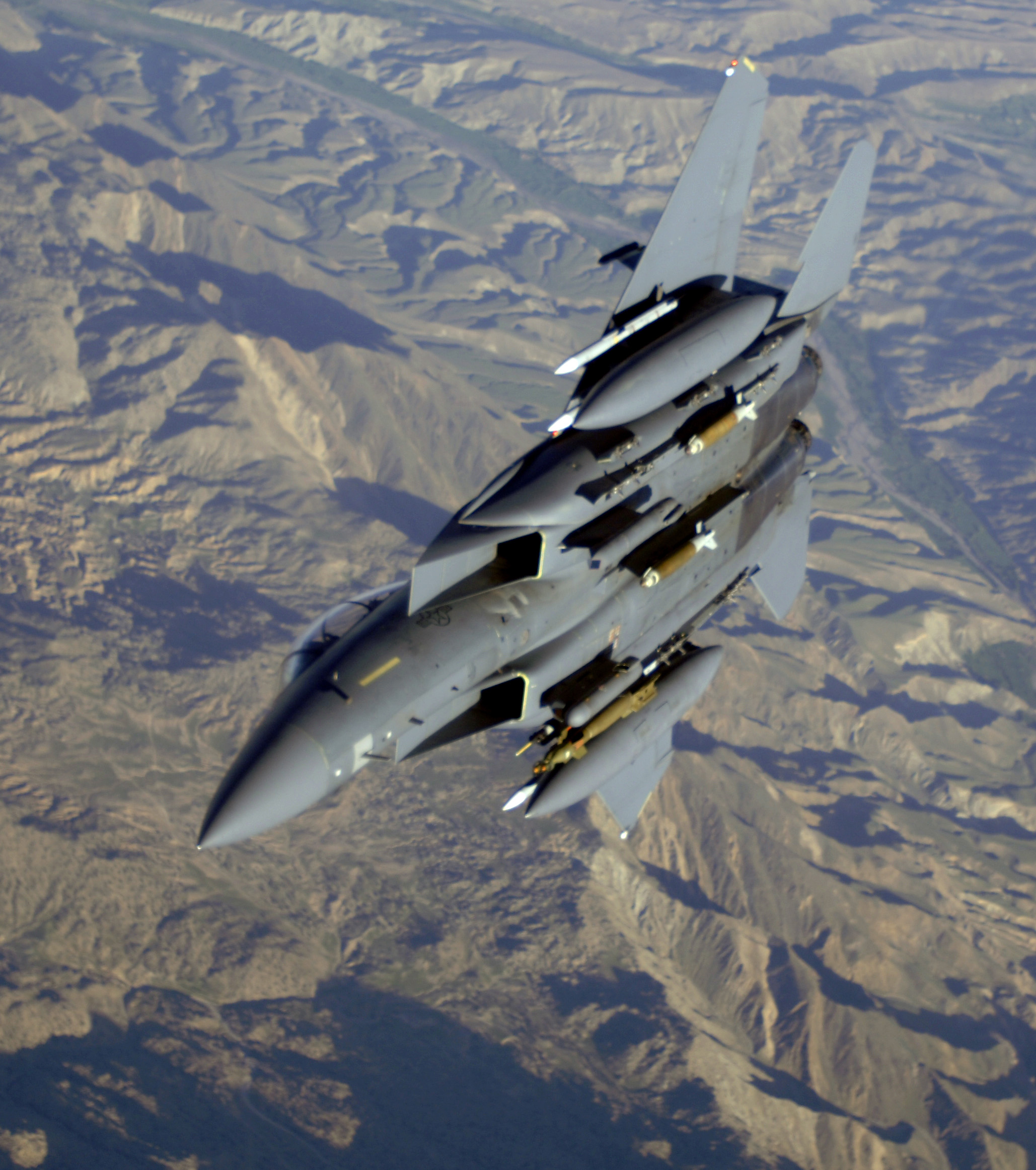
Eine F-15E über Afghanistan

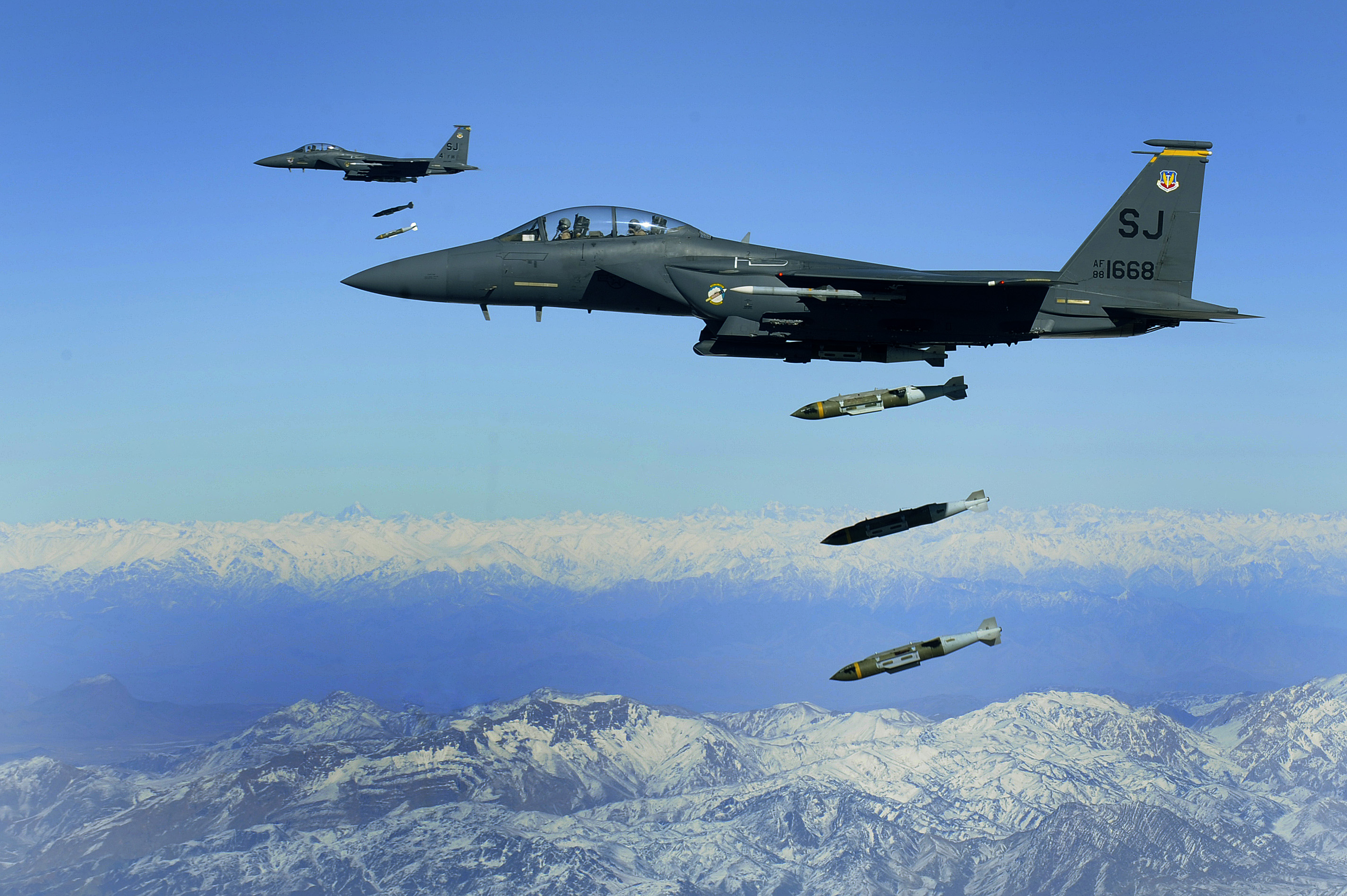
Zwei F-15E beim Abwurf von JDAM über Afghanistan 2009

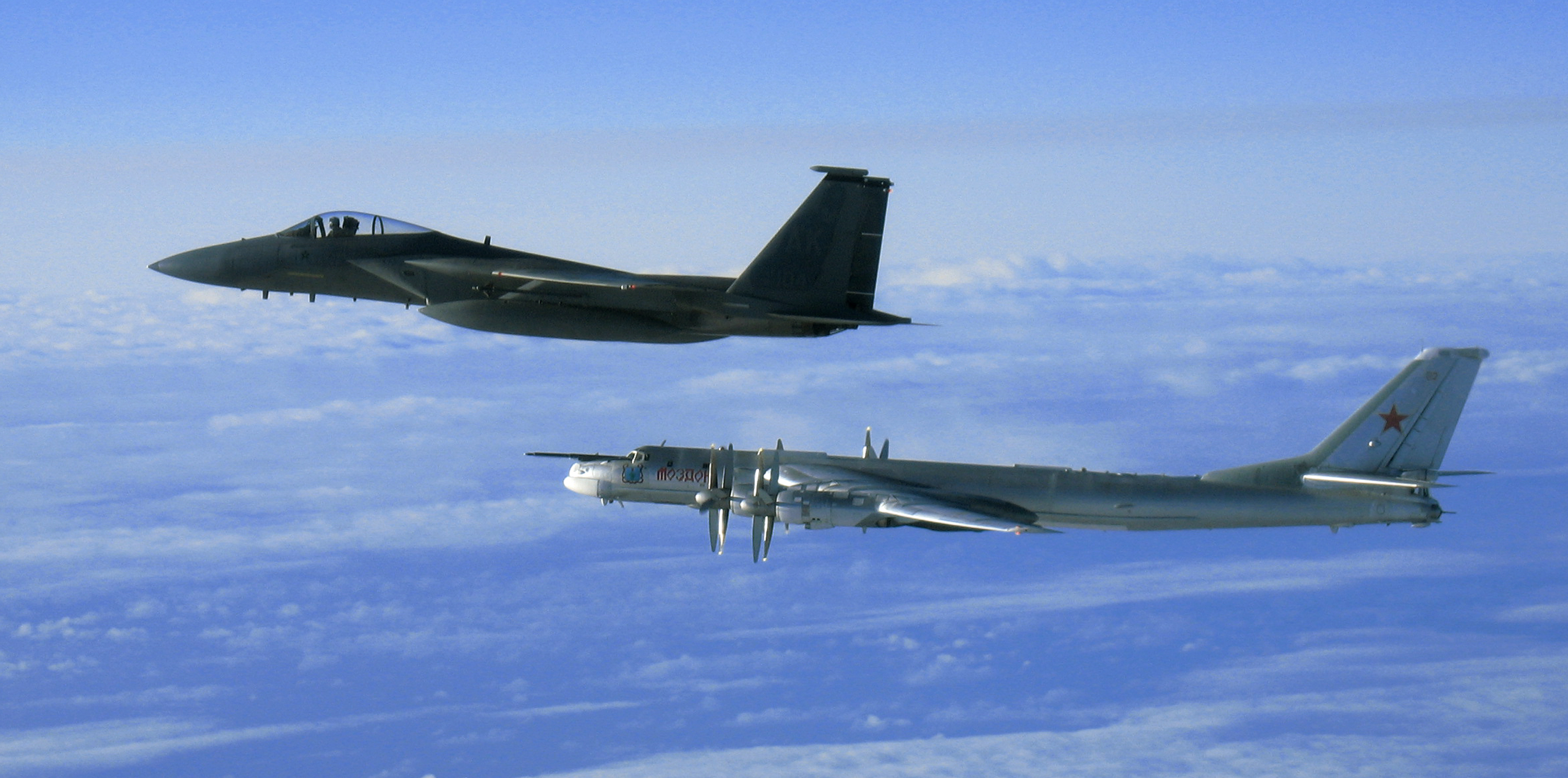
Eine F-15C begleitet eine russische Tu-95 (Bear) vor der Küste von Alaska

Da die F-15 ursprünglich als Luftüberlegenheitsjäger ausgelegt war, sind Luft-Luft-Lenkwaffen AIM-7 Sparrow und AIM-9 Sidewinder die primäre Bewaffnung der Basisversion F-15A/B. Wenn es die Situation erfordert, kann sie allerdings auch eine beträchtliche Menge an Bomben und Streumunition mitführen. Diese sind jedoch allesamt ungelenkt und ermöglichen keine Präzisionsangriffe. Die einzige Ausnahme sind die lasergelenkten Bomben der Paveway-Serie. Die F-15A/B kann diese Waffen allerdings nicht selbst steuern, die Laserbeleuchtung muss durch andere Kräfte am Boden oder in der Luft erfolgen. Darüber hinaus ersetzte die neue Luft-Luft-Lenkwaffe AIM-120 AMRAAM die veraltete AIM-7 und erhöhte so die Kampfkraft bei Gefechten auf große Entfernungen (BVR).
Eine massive Erweiterung des Einsatzspektrums stellte die Variante F-15E Strike Eagle dar. Sie übernahm uneingeschränkt die Fähigkeiten des Luft-Luft-Kampfes von der F-15C/D, erhielt jedoch eine breite Palette zusätzlicher präzisionsgelenkter Luft-Boden-Waffen. Deren Eigenschaften sind sehr breit diversifiziert, so dass die F-15E fixe und bewegliche Bodenziele beinahe unabhängig vom Wetter auf große und geringe Distanz effektiv bekämpfen kann. Hierbei spielen auch die eingerüsteten Zielbehälter (LANTIRN und Sniper XR) eine wichtige Rolle, da sie die Erfassung und Laserbeleuchtung von Zielen auch bei Nacht, im Tiefflug und bei schlechter Sicht ermöglichen. In Kombination mit der in ihrer Kategorie unerreichten Beladungskapazität von mehr als 11 Tonnen an bis zu 21 Waffenstationen entfaltet die F-15E eine sehr große Schlagkraft gegen jede Form von Bodenziel. Die guten Flugeigenschaften werden hierbei nicht eingeschränkt, so dass die F-15E auch weiterhin große Kapazitäten gegen feindliche Luftziele besitzt.
Anmerkungen:
- Alle Muster verfügen über eine interne 20-mm-Bordkanone vom Typ M61 Vulcan. Die F-15A-C haben 940 Schuss Munition geladen, die F-15E nur 450 Schuss.
- Die Nummerierung der Waffenstationen ist von links nach rechts zu lesen. Bei der F-15A-D sind Stationen 1–3/9–11 an den beiden großen Pylonen unter den Tragflächen untergebracht, Stationen 4/5/7/8 seitlich am Rumpf und Station 6 zwischen den Triebwerksbuchten unter dem Rumpf. Bei der F-15E sind Stationen 1–3/15–17, wie bei der F-15A-D, an den Tragflächenpylonen angebracht, Nr. 9 mittig unter dem Rumpf und Station 4–6/12–14 an den CFTs. Stationen 8/10 befinden sich unter den Lufteinlässen. Die Waffenstationen mit der Nr. 7.x und 11.x sind eine universelle Schiene an dem jeweiligen CFT, an die jeweils Lenkwaffenstarter (LAU-106/A) oder Bombenschlösser (BRU-47/A) angebracht werden können. In der Tabelle wird von drei Bombenschlössern ausgegangen (häufigste Konfiguration), wobei zwei dieser Schlösser auch durch einen Lenkwaffenstarter ersetzt werden können. Es sind also folgende Konfigurationen möglich: 3 × Bombenschloss, 1 × Bombenschloss + 1 × Lenkwaffenstarter oder 2 × Lenkwaffenstarter. Die letzte Konfiguration ist in der Tabelle grün gekennzeichnet.
- Jeder • bedeutet, dass dort die entsprechende Waffe angebracht werden kann. (•) bedeutet, dass die Waffe hier zwar angebracht werden kann, jedoch mit Waffen des gleichen Typs wegen zu großer Länge kollidieren würde. •• bedeutet, dass dort zwei Waffen des entsprechenden Typs untergebracht werden können, 4• dementsprechend vier Stück.
- Lasergelenkte Bomben der GBU-Serie können zwar durch die F-15A-D abgeworfen werden, das Ziel muss jedoch durch eine andere Plattform mit einem Laser markiert werden.
- Es wird in der Tabelle von der modernisierten F-15C-E der Air Force ausgegangen.

|                  | F-15A/B Eagle | F-15A/B Eagle | F-15A/B Eagle | F-15A/B Eagle | F-15A/B Eagle | F-15A/B Eagle | F-15A/B Eagle | F-15A/B Eagle | F-15A/B Eagle | F-15A/B Eagle | F-15C/D Eagle | F-15C/D Eagle | F-15C/D Eagle | F-15C/D Eagle | F-15C/D Eagle | F-15C/D Eagle | F-15C/D Eagle | F-15C/D Eagle | F-15C/D Eagle | F-15C/D Eagle | F-15C/D Eagle | F-15C/D Eagle | F-15C/D Eagle | F-15E Strike Eagle | F-15E Strike Eagle | F-15E Strike Eagle | F-15E Strike Eagle | F-15E Strike Eagle | F-15E Strike Eagle | F-15E Strike Eagle | F-15E Strike Eagle | F-15E Strike Eagle | F-15E Strike Eagle | F-15E Strike Eagle | F-15E Strike Eagle | F-15E Strike Eagle | F-15E Strike Eagle | F-15E Strike Eagle | F-15E Strike Eagle | F-15E Strike Eagle | F-15E Strike Eagle | F-15E Strike Eagle | F-15E Strike Eagle |
| ---------------- | ------------- | ------------- | ------------- | ------------- | ------------- | ------------- | ------------- | ------------- | ------------- | ------------- | ------------- | ------------- | ------------- | ------------- | ------------- | ------------- | ------------- | ------------- | ------------- | ------------- | ------------- | ------------- | ------------- | ------------------ | ------------------ | ------------------ | ------------------ | ------------------ | ------------------ | ------------------ | ------------------ | ------------------ | ------------------ | ------------------ | ------------------ | ------------------ | ------------------ | ------------------ | ------------------ | ------------------ | ------------------ | ------------------ | ------------------ |
| Waffenstation →  | 1             | 2             | 3             | 4             | 5             | 6             | 7             | 8             | 9             | 10            | 11            | 1             | 2             | 3             | 4             | 5             | 6             | 7             | 8             | 9             | 10            | 11            | 1             | 2                  | 3                  | 4                  | 5                  | 6                  | 7.1                | 7.2                | 7.3                | 8                  | 9                  | 10                 | 11.1               | 11.2               | 11.3               | 12                 | 13                 | 14                 | 15                 | 16                 | 17                 |
| AIM-7 Sparrow    |               |               |               | •             | •             |               | •             | •             |               |               |               |               |               |               | •             | •             |               | •             | •             |               |               |               |               |                    |                    |                    |                    |                    | •                  | •                  | •                  |                    |                    |                    | •                  | •                  | •                  |                    |                    |                    |                    |                    |                    |
| AIM-9 Sidewinder | •             |               | •             |               |               |               |               |               | •             |               | •             | •             |               | •             |               |               |               |               |               | •             |               | •             | •             |                    | •                  |                    |                    |                    | •                  | •                  | •                  |                    |                    |                    | •                  | •                  | •                  |                    |                    |                    | •                  |                    | •                  |
| AIM-120 AMRAAM   |               |               |               |               |               |               |               |               |               |               |               | •             |               | •             | •             | •             |               | •             | •             | •             |               | •             | •             |                    | •                  |                    |                    |                    | •                  | •                  | •                  |                    |                    |                    | •                  | •                  | •                  |                    |                    |                    | •                  |                    | •                  |
| AGM-65 Maverick  |               |               |               |               |               |               |               |               |               |               |               |               |               |               |               |               |               |               |               |               |               |               |               | •                  |                    |                    |                    |                    | •                  |                    | •                  |                    |                    |                    | •                  |                    | •                  |                    |                    |                    |                    | •                  |                    |
| AGM-84 Harpoon   |               |               |               |               |               |               |               |               |               |               |               |               | •             |               |               |               |               |               |               |               | •             |               |               | •                  |                    |                    |                    |                    |                    |                    |                    |                    |                    |                    |                    |                    |                    |                    |                    |                    |                    | •                  |                    |
| AGM-88 HARM      |               |               |               |               |               |               |               |               |               |               |               |               | •             |               |               |               |               |               |               |               | •             |               |               | •                  |                    |                    |                    |                    |                    |                    |                    |                    |                    |                    |                    |                    |                    |                    |                    |                    |                    | •                  |                    |
| AGM-130          |               |               |               |               |               |               |               |               |               |               |               |               |               |               |               |               |               |               |               |               |               |               |               | •                  |                    |                    |                    |                    |                    |                    |                    |                    |                    |                    |                    |                    |                    |                    |                    |                    |                    | •                  |                    |
| AGM-154 JSOW     |               |               |               |               |               |               |               |               |               |               |               |               |               |               |               |               |               |               |               |               |               |               |               | •                  |                    |                    |                    |                    | •                  |                    |                    |                    | •                  |                    |                    |                    | •                  |                    |                    |                    |                    | •                  |                    |
| AGM-158 JASSM    |               |               |               |               |               |               |               |               |               |               |               |               |               |               |               |               |               |               |               |               |               |               |               | •                  |                    |                    |                    |                    |                    |                    |                    |                    | •                  |                    |                    |                    |                    |                    |                    |                    |                    | •                  |                    |
| GBU-10/24        |               | •             |               |               |               | •             |               |               |               | •             |               |               | •             |               |               |               | •             |               |               |               | •             |               |               | •                  |                    |                    |                    |                    | •                  |                    | •                  |                    | •                  |                    | •                  |                    | •                  |                    |                    |                    |                    | •                  |                    |
| GBU-12           |               | •             |               |               |               | •             |               |               |               | •             |               |               | •             |               |               |               | •             |               |               |               | •             |               |               | •                  |                    | •                  | (•)                | •                  | •                  |                    | •                  |                    | •                  |                    | •                  |                    | •                  | •                  | (•)                | •                  |                    | •                  |                    |
| GBU-15           |               |               |               |               |               |               |               |               |               |               |               |               |               |               |               |               |               |               |               |               |               |               |               | •                  |                    |                    |                    |                    |                    |                    |                    |                    |                    |                    |                    |                    |                    |                    |                    |                    |                    | •                  |                    |
| GBU-28           |               |               |               |               |               |               |               |               |               |               |               |               |               |               |               |               |               |               |               |               |               |               |               | •                  |                    |                    |                    |                    |                    |                    |                    |                    |                    |                    |                    |                    |                    |                    |                    |                    |                    | •                  |                    |
| GBU-31           |               |               |               |               |               |               |               |               |               |               |               |               |               |               |               |               |               |               |               |               |               |               |               | •                  |                    |                    |                    |                    | •                  |                    |                    |                    | •                  |                    |                    |                    | •                  |                    |                    |                    |                    | •                  |                    |
| GBU-32           |               |               |               |               |               |               |               |               |               |               |               |               |               |               |               |               |               |               |               |               |               |               |               | •                  |                    |                    |                    |                    | •                  |                    | •                  |                    | •                  |                    | •                  |                    | •                  |                    |                    |                    |                    | •                  |                    |
| GBU-39/40 SDB    |               |               |               |               |               |               |               |               |               |               |               |               |               |               |               |               |               |               |               |               |               |               |               | 4•                 |                    |                    |                    |                    | 4•                 | (4•)               | 4•                 |                    | 4•                 |                    | 4•                 | (4•)               | 4•                 |                    |                    |                    |                    | 4•                 |                    |
| GBU-53/B         |               |               |               |               |               |               |               |               |               |               |               |               |               |               |               |               |               |               |               |               |               |               |               | 4•                 |                    |                    |                    |                    | 4•                 | (4•)               | 4•                 |                    | 4•                 |                    | 4•                 | (4•)               | 4•                 |                    |                    |                    |                    | 4•                 |                    |
| BLU-109          |               |               |               |               |               |               |               |               |               |               |               |               |               |               |               |               |               |               |               |               |               |               |               | •                  |                    |                    |                    |                    | •                  |                    | •                  |                    | •                  |                    | •                  |                    | •                  |                    |                    |                    |                    | •                  |                    |
| BLU-113          |               |               |               |               |               |               |               |               |               |               |               |               |               |               |               |               |               |               |               |               |               |               |               | •                  |                    |                    |                    |                    |                    |                    |                    |                    |                    |                    |                    |                    |                    |                    |                    |                    |                    | •                  |                    |
| BLU-118          |               |               |               |               |               |               |               |               |               |               |               |               |               |               |               |               |               |               |               |               |               |               |               | •                  |                    |                    |                    |                    |                    |                    |                    |                    |                    |                    |                    |                    |                    |                    |                    |                    |                    | •                  |                    |
| Mark 82          |               | 6•            |               |               |               | 6•            |               |               |               | 6•            |               |               | 6•            |               |               |               | 6•            |               |               |               | 6•            |               |               | •                  |                    | •                  | •                  | •                  | •                  | •                  | •                  |                    | •                  |                    | •                  | •                  | •                  | •                  | •                  | •                  |                    | •                  |                    |
| Mark 84          |               | •             |               |               |               | •             |               |               |               | •             |               |               | •             |               |               |               | •             |               |               |               | •             |               |               | •                  |                    | •                  | (•)                | •                  | •                  | (•)                | •                  |                    | •                  |                    | •                  | (•)                | •                  | •                  | (•)                | •                  |                    | •                  |                    |
| Mark 20 Rockeye  |               | 6•            |               |               |               | 6•            |               |               |               | 6•            |               |               | 6•            |               |               |               | 6•            |               |               |               | 6•            |               |               | •                  |                    | •                  | •                  | •                  | •                  | •                  | •                  |                    | •                  |                    | •                  | •                  | •                  | •                  | •                  | •                  |                    | •                  |                    |
| CBU-52/58/71     |               | 4•            |               |               |               | 4•            |               |               |               | 4•            |               |               | 4•            |               |               |               | 4•            |               |               |               | 4•            |               |               | 4•                 |                    | •                  | •                  | •                  | •                  | •                  | •                  |                    | •                  |                    | •                  | •                  | •                  | •                  | •                  | •                  |                    | •                  |                    |
| CBU-8x/97/10x    |               |               |               |               |               |               |               |               |               |               |               |               |               |               |               |               |               |               |               |               |               |               |               | •                  |                    | •                  | •                  | •                  | •                  | •                  | •                  |                    | •                  |                    | •                  | •                  | •                  | •                  | •                  | •                  |                    | •                  |                    |
| B-61             |               | •             |               |               |               | •             |               |               |               | •             |               |               | •             |               |               |               | •             |               |               |               | •             |               |               | •                  |                    |                    |                    |                    |                    |                    |                    |                    | •                  |                    |                    |                    |                    |                    |                    |                    |                    | •                  |                    |
| externe Behälter |               | •             |               |               |               | •             |               |               |               | •             |               |               | •             |               |               |               | •             |               |               |               | •             |               |               | •                  |                    |                    |                    |                    |                    |                    |                    | •                  | •                  | •                  |                    |                    |                    |                    |                    |                    |                    | •                  |                    |
| Abwurftank       |               | •             |               |               |               | •             |               |               |               | •             |               |               | •             |               |               |               | •             |               |               |               | •             |               |               | •                  |                    |                    |                    |                    |                    |                    |                    |                    | •                  |                    |                    |                    |                    |                    |                    |                    |                    | •                  |                    |
| Waffenstation →  | 1             | 2             | 3             | 4             | 5             | 6             | 7             | 8             | 9             | 10            | 11            | 1             | 2             | 3             | 4             | 5             | 6             | 7             | 8             | 9             | 10            | 11            | 1             | 2                  | 3                  | 4                  | 5                  | 6                  | 7.1                | 7.2                | 7.3                | 8                  | 9                  | 10                 | 11.1               | 11.2               | 11.3               | 12                 | 13                 | 14                 | 15                 | 16                 | 17                 |
|                  | F-15A/B Eagle | F-15A/B Eagle | F-15A/B Eagle | F-15A/B Eagle | F-15A/B Eagle | F-15A/B Eagle | F-15A/B Eagle | F-15A/B Eagle | F-15A/B Eagle | F-15A/B Eagle | F-15C/D Eagle | F-15C/D Eagle | F-15C/D Eagle | F-15C/D Eagle | F-15C/D Eagle | F-15C/D Eagle | F-15C/D Eagle | F-15C/D Eagle | F-15C/D Eagle | F-15C/D Eagle | F-15C/D Eagle | F-15C/D Eagle | F-15C/D Eagle | F-15E Strike Eagle | F-15E Strike Eagle | F-15E Strike Eagle | F-15E Strike Eagle | F-15E Strike Eagle | F-15E Strike Eagle | F-15E Strike Eagle | F-15E Strike Eagle | F-15E Strike Eagle | F-15E Strike Eagle | F-15E Strike Eagle | F-15E Strike Eagle | F-15E Strike Eagle | F-15E Strike Eagle | F-15E Strike Eagle | F-15E Strike Eagle | F-15E Strike Eagle | F-15E Strike Eagle | F-15E Strike Eagle | F-15E Strike Eagle |

### EloKa-Systeme

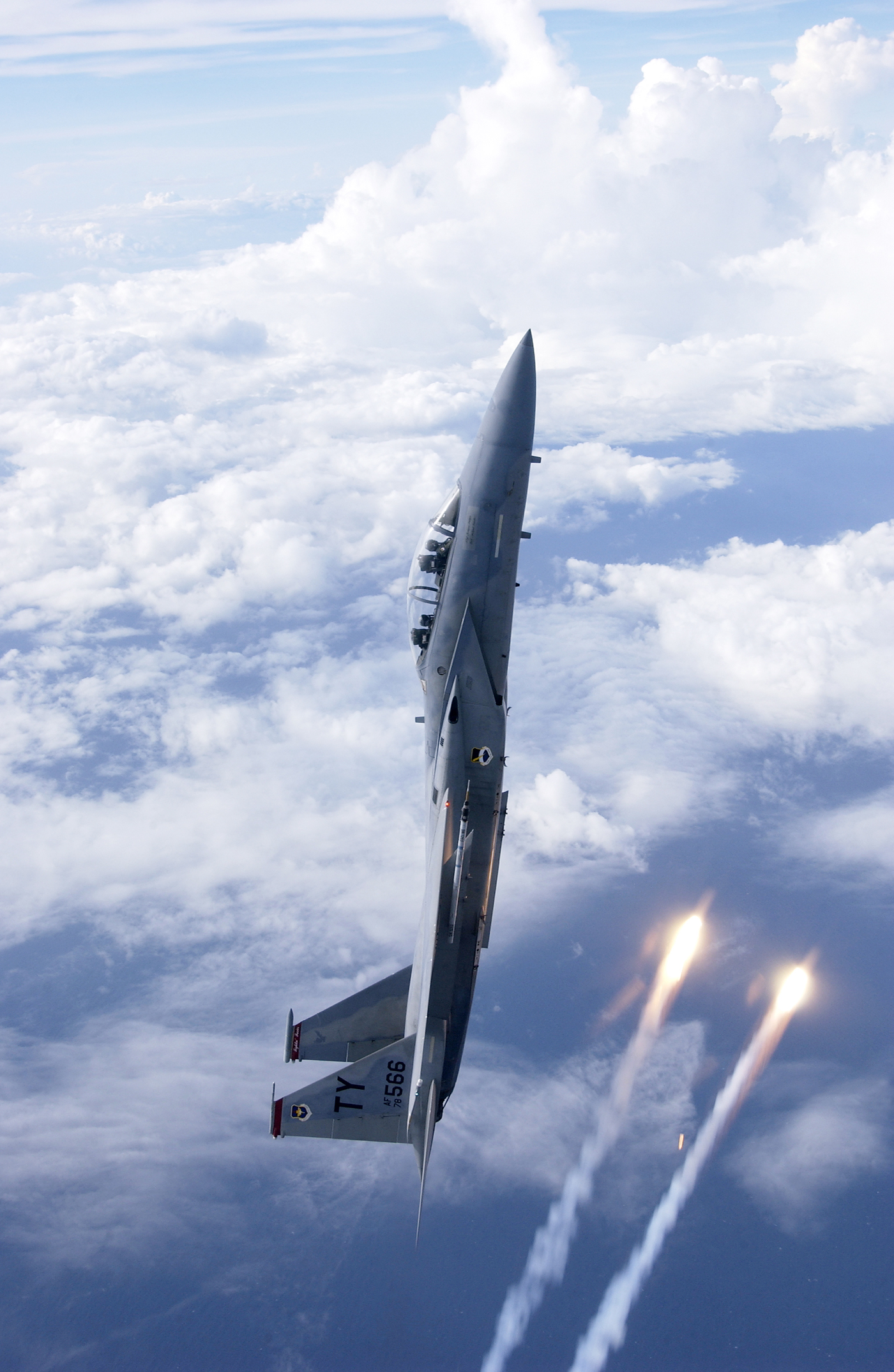
Eine F-15D stößt während eines Vertikalfluges Flares aus

Folgende Tabelle listet alle bekannten und kompatiblen EloKa-Systeme für die F-15 auf.
| Bezeichnung        | Unterbringung | Bemerkungen     |
| ------------------ | ------------- | --------------- |
| Radarwarnsysteme   |               |                 |
| AN/ALR-56A         | intern        | für F-15A/B     |
| AN/ALR-56C         | intern        | für F-15C-E/K/S |
| Raketenwarnsysteme |               |                 |
| AN/AAR-57          | intern        | für F-15SA      |
| Täuschkörperwerfer |               |                 |
| AN/ALE-45          | intern        | für F-15A-E     |
| AN/ALE-47          | intern        | für F-15K       |
| AN/ALE-58          | extern        | F-15C/D         |
| Störsysteme        |               |                 |
| AN/ALQ-128         | intern        | für F-15C-E     |
| AN/ALQ-131         | extern        | F-15C/D         |
| AN/ALQ-135         | intern        | für F-15A-E     |
| AN/ALQ-135M        | intern        | für F-15K       |
| AN/ALQ-184         | extern        |                 |
| AN/ALQ-214         | intern        | für F-15C-E     |
| AN/ALQ-239         | intern        | für F-15C/D/E   |
| AN/ALQ-250         | intern        | für F-15E/EX    |

## Zwischenfälle

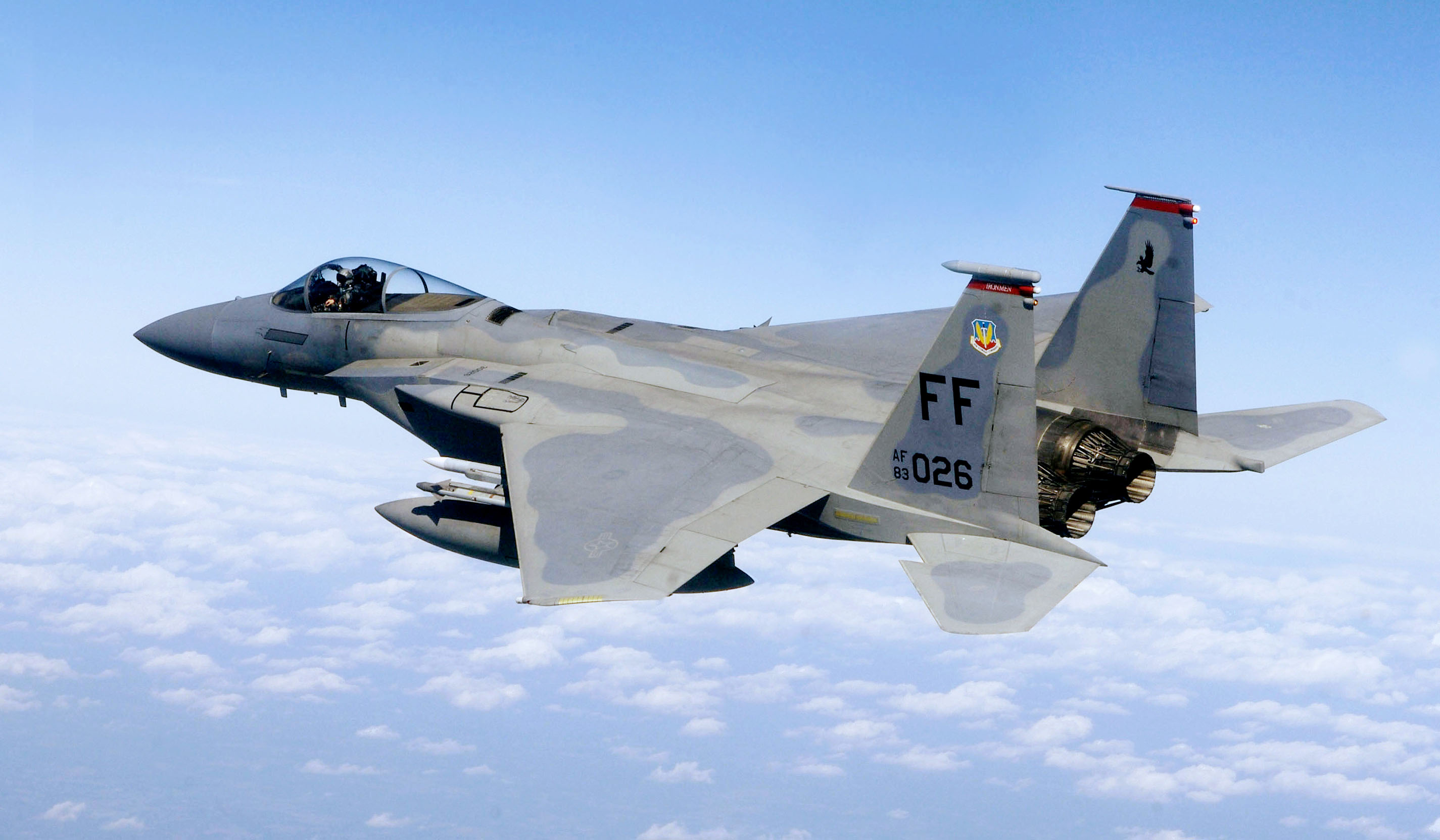
Eine F-15C „Eagle“ des 71st FIS über Washington, D.C.

- Am 12. September 1981 stürzte eine F-15 der U.S. Air Force (S/N 80-007) während einer Flugschau auf dem Militärflugplatz Soesterberg in den Niederlanden ab. Obwohl der Pilot den Schleudersitz nicht auslöste, überlebte er den Absturz. Die neu ausgelieferte Maschine hatte zu diesem Zeitpunkt gerade erst 15 Flugstunden absolviert.
- Am 1. Mai 1983 kollidierte eine F-15D der israelischen Luftwaffe während eines Ausbildungsfluges mit einer A-4N Skyhawk. Die rechte Tragfläche wurde dabei zum größten Teil abgerissen (nur noch ca. 60 cm waren vorhanden),[49] wodurch die Maschine in ein unkontrolliertes Trudeln geriet. Pilot Zivi Nedivi erhöhte den Schub, um bei einer hohen Geschwindigkeit die Maschine zu stabilisieren. Er versuchte, den Verlust der Tragfläche zu kompensieren, indem er bei der hohen Geschwindigkeit den Anstellwinkel erhöhte, um mit dem langen Rumpf der F-15 zusätzlichen Auftrieb zu erhalten. Letztendlich gelang Zivi die Landung mit einer etwa doppelt so hohen Geschwindigkeit wie normalerweise üblich. Er brachte die Maschine sechs Meter vor dem Ende der Landebahn zum Stillstand.[5]
- Am 25. April 1990 fing eines der Triebwerke einer F-15 (S/N 81-0049) der U.S. Air Force über der Nordsee Feuer. Die Hydraulik der Maschine versagte in der Folge und der Pilot Major George D. Hulsey musste sich mit dem Schleudersitz retten. Er wurde von einem Versorgungsschiff einer Bohrinsel aus dem Meer gerettet.
- Während des Golfkrieges von 1991 wurden zwei F-15E Strike Eagles von der irakischen Luftabwehr abgeschossen. Die erste Maschine (S/N 88-1689) wurde am 18. Januar getroffen, wobei die Besatzung getötet wurde. Die zweite Maschine (S/N 88-1692) wurde einen Tag später abgeschossen. Die Besatzung geriet in Gefangenschaft.
- Aufgrund einer Fehlidentifikation schossen F-15 Piloten beim Überwachen der Flugverbotszone über dem Irak 1994 voreilig zwei Hubschrauber ab, die sich als Black Hawks der US-Army herausstellten.[50]
- Am 22. November 1995 flogen zwei japanische F-15Js der Komatsu AFB über dem japanischen Meer, als eine AIM-9L Sidewinder selbsttätig startete und die andere Maschine traf. Lt. Tatsumi Higuchi konnte sich mit dem Schleudersitz retten und überlebte den Abschuss.
- Am 26. März 2001 stürzten zwei F-15C der U.S. Air Force über den schottischen Highlands ab.[51] Die Piloten, Lt. Colonel Kenneth John Hyvonen und Captain Kirk Jones, kamen dabei ums Leben.[52] Als Ursache wurde ein Fluganweisungsfehler eines RAF-Fluglotsen ermittelt. Dieser wurde wegen fahrlässiger Tötung angeklagt, aber vor Gericht freigesprochen.[53]
- Am 30. April 2002 stürzte eine F-15C Eagle der Eglin AFB über dem Golf von Mexiko ab, nachdem am linken Seitenleitwerk die Vorderkante bei einer Geschwindigkeit von Mach 1,97 abriss. Testpilot Major James A. Duricy kam dabei ums Leben.[54] Als Ursache wurde Materialermüdung festgestellt.
- Am 7. April 2003 stürzte eine F-15E (S/N 88-1694) der U.S. Air Force in der Nähe von Tikrit, Irak, ab. Sowohl der Pilot als auch der Waffensystemoffizier (WSO) wurden dabei getötet.
- Am 7. Juni 2006 stürzte eine F-15K der südkoreanischen Luftwaffe (ROKAF) während einer nächtlichen Trainingsmission ab. Beide Besatzungsmitglieder wurden dabei getötet, weshalb die ROKAF eine umfassende Untersuchung beantragte. Da die Blackbox der Maschine nicht geborgen werden konnte, wurde die Absturzursache nicht abschließend geklärt. Die ROKAF gab später bekannt, dass die beiden Besatzungsmitglieder bei hohen g-Belastungen vermutlich das Bewusstsein verloren und deshalb abstürzten. In der Öffentlichkeit wurde allerdings bezweifelt, dass beide Besatzungsmitglieder gleichzeitig das Bewusstsein verloren haben.
- Am 30. Mai 2007 stürzte eine F-15 der Missouri Air National Guard (ANG) über Illinois ab. Der Pilot konnte den Schleudersitz erst wenige Sekunden vor dem Aufschlag auslösen, überlebte aber den Absturz.[55]
- Am 2. November 2007 brach eine 27 Jahre alte F-15C (S/N 80-0034) der Missouri Air National Guard (ANG) bei einer Luftkampfübung unmittelbar hinter dem Cockpit auseinander. Der Pilot, Major Stephen W. Stilwell, konnte sich mit dem Schleudersitz retten und überlebte den Absturz schwer verletzt. Als Grund stellte sich ein Bruch eines der beiden zur Versteifung des Cockpitbereiches vorhandenen oberen Längsträger heraus, die als „Longerons“ bezeichnet werden.[56] Dieser entsprach mit einer Dicke von 10–19 mm anstelle 23 mm nicht der Spezifikation, wodurch es erst zum Haarriss und dann zum Totalversagen kam. Nachdem bereits der Absturz vom 30. April 2002 auf strukturelles Versagen bzw. Materialermüdung zurückgeführt werden konnte, wurden erst für die gesamte F-15-Flotte, später nur für die betroffenen F-15A bis D Startverbote erteilt und die Maschinen näher untersucht. Weltweit wurden über 1100 F-15 vorübergehend mit einem Startverbot belegt.[54] Die Untersuchungen ergaben bei 191 Maschinen mindestens einen zu schwachen Längsträger, bei neun Maschinen davon schon Haarrisse, weshalb diese sofort ausgemustert wurden.[56][57] Alle anderen Maschinen wurden am 8. Januar 2008 wieder für einsatzbereit erklärt. Die restlichen 182 Maschinen folgten am 15. Februar 2008 unter verschärften Sicherheitsbedingungen und verkürzten Wartungsintervallen.[58] So wurde unter anderem die Höchstgeschwindigkeit beim Ausbildungs- und Übungsbetrieb von Mach 2,5 auf 1,5 reduziert sowie die maximal erlaubte g-Belastung gesenkt.[56]
- Am 30. Juli 2008 stürzte eine F-15D (S/N 85-0131) bei dem Manöver RED FLAG ab. Die Maschine der Nellis AFB stürzte nordwestlich von Rachel, Nevada, über bewohntem Gebiet ab. Beide Besatzungsmitglieder konnten sich mit dem Schleudersitz retten, allerdings erlag der Pilot später seinen schweren Verletzungen. Unter der Zivilbevölkerung gab es keine Verletzten.[59]
- Am 20. Februar 2008 kollidierten zwei F-15C Eagles der U.S. Air Force etwa 80 km südlich der Eglin AFB.[60] 1st Lt. Ali Jivanjee und Capt. Tucker Hamilton konnten sich mit dem Schleudersitz retten, allerdings überlebte nur Hamilton. Jivanjee konnte nicht rechtzeitig aus dem Golf von Mexiko gerettet werden und erlag seinen schweren Verletzungen. Als Ursache wurde mangelnde Kommunikation der beiden Piloten festgestellt, die ihre Flugmanöver nicht aufeinander abgestimmt hatten.
- Am 18. Juli 2009 stürzte eine F-15E Strike Eagle der U.S. Air Force über Zentral-Afghanistan ab, wobei die Besatzung getötet wurde.
- Am 22. März 2011 stürzte eine F-15E der U.S. Air Force wegen eines technischen Problems über Libyen ab. Beide Piloten konnten sich mit dem Schleudersitz retten.[61]
- Am 24. Oktober 2011 stürzte eine F-15C der U.S. Air Force bei einem Übungsflug aus noch ungeklärten Umständen über Nevada ab. Der Pilot konnte sich mit dem Schleudersitz retten.[62]
- Am 27. August 2014 stürzte eine F-15C im Sturzflug in ein Waldgebiet bei Deerfield, Virginia, wobei der Pilot getötet wurde.
- Am 8. Oktober 2014 stürzte eine F-15D der U.S. Air Force in der Nähe der RAF Lakenheath ab, wobei der Pilot unverletzt blieb.[63]
- Am 5. April 2018 stürzte eine F-15K der südkoreanische Luftwaffe in der Region Chilgok ab. Beide Piloten kamen dabei ums Leben.[64]
- Am 11. Juni 2018 stürzte eine F-15 der USAF vor der japanischen Insel Okinawa ins Meer, der per Schleudersitz ausgestiegene Pilot wurde vom japanischen Militär gerettet.[65]
- Am 15. Juni 2020 stürzte eine F-15C der U.S. Air Force bei einem Übungsflug über der Nordsee ab.[66] Der Pilot kam dabei ums Leben.[67]